# Puchar Świata w biathlonie 2010/2011

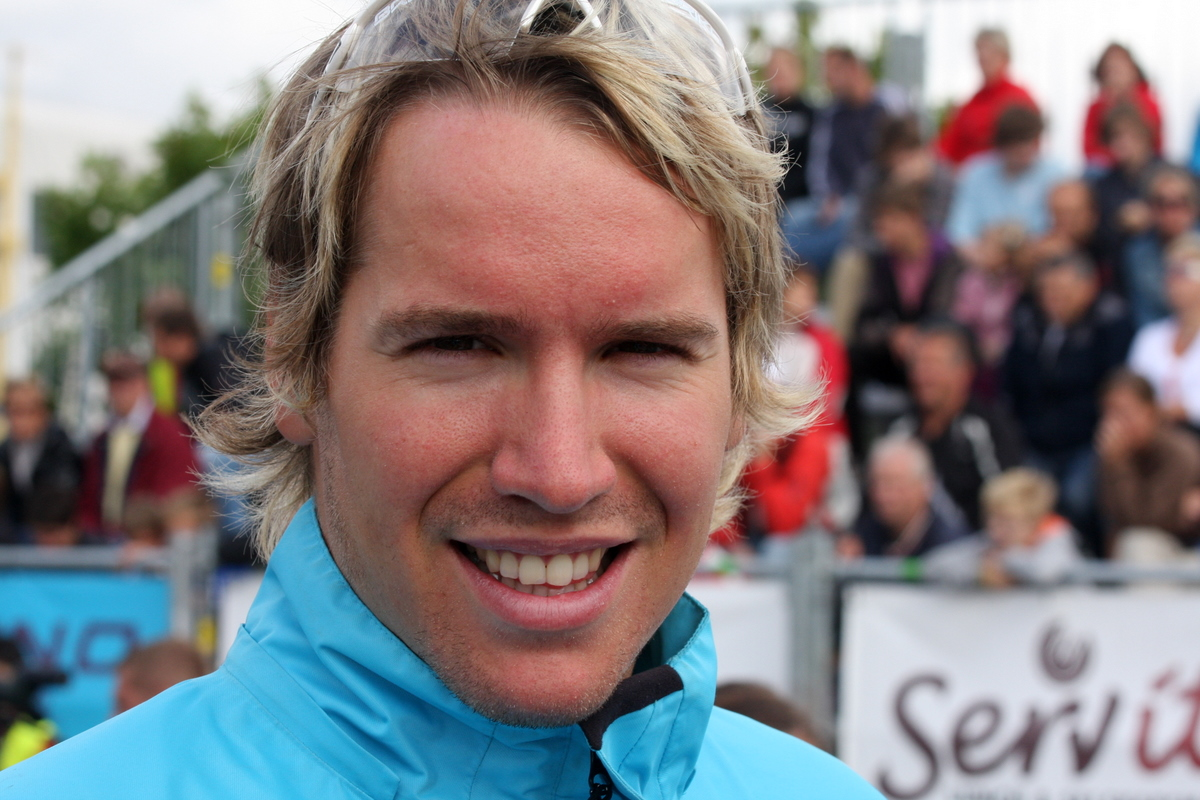
Emil Hegle Svendsen – zwycięzca klasyfikacji biegu indywidualnego oraz biegu masowego

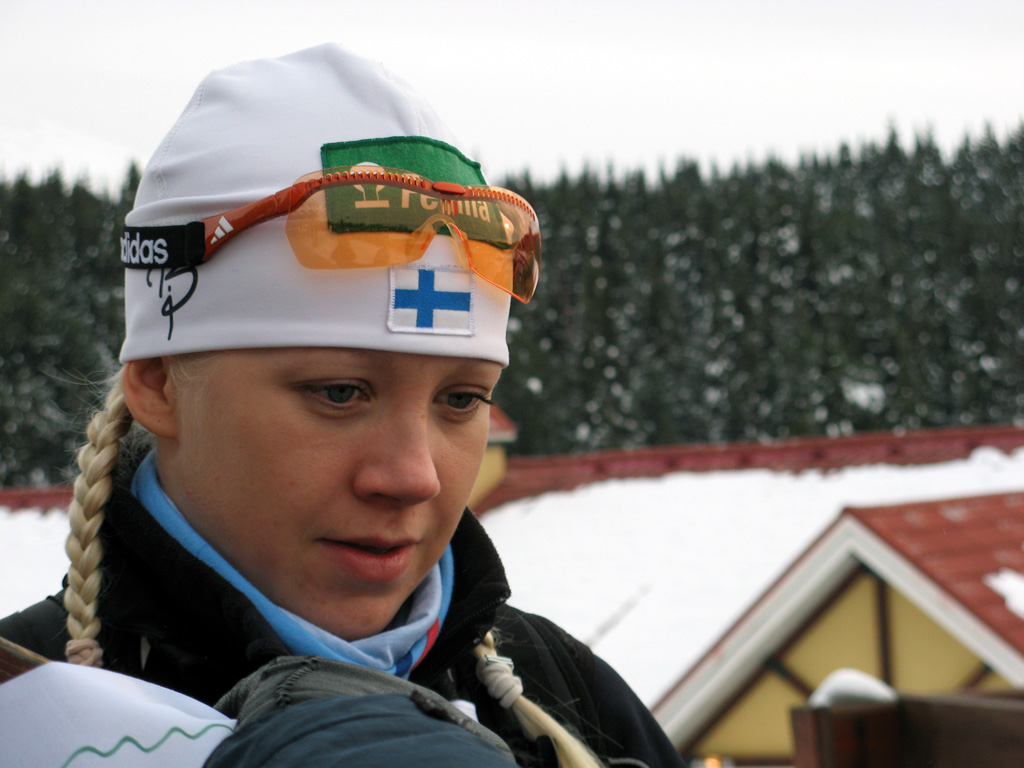
Kaisa Mäkäräinen – zwyciężczyni klasyfikacji generalnej Pucharu Świata

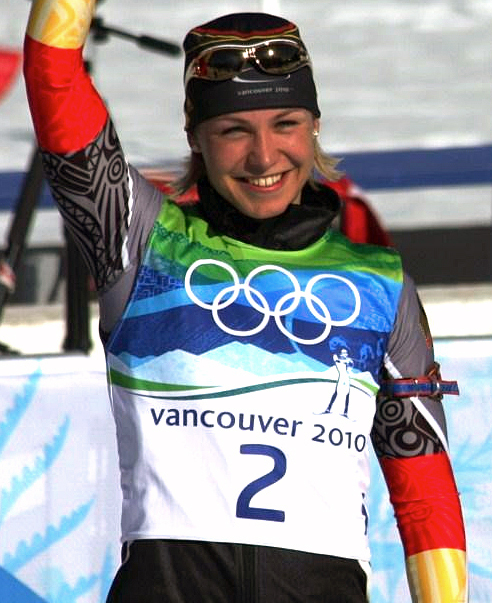
Magdalena Neuner – zwyciężczyni klasyfikacji sprintu

Puchar Świata w biathlonie 2010/2011 to 34. edycja zawodów o Puchar Świata w tej dyscyplinie sportu. Cykl rozpoczął się startami w szwedzkim Östersund 29 listopada 2010, zaś starty wieńczące sezon odbyły się na przedmieściach stolicy Norwegii, Oslo. Priorytetową imprezą dla zawodników były mistrzostwa świata w Chanty-Mansyjsku.
Obrońcami trofeum z poprzedniego roku był Norweg Emil Hegle Svendsen oraz Niemka Magdalena Neuner.
Klasyfikację generalną mężczyzn wygrał po raz pierwszy w karierze Norweg Tarjei Bø. Zdobył on 1110 punktów i o 5 wyprzedził swojego rodaka Emila Hegle Svendsena. Trzecie miejsce w klasyfikacji ogólnej zajął reprezentant Francji Martin Fourcade, który zgromadził 990 punktów. Pozostałymi klasyfikacjami indywidualnymi „podzielili” się Bø i Svendsen. Pierwszy z nich zwyciężył w klasyfikacji sprintu oraz biegu na dochodzenie, zaś Svendsen triumfował w biegu indywidualnym oraz biegu masowym. Obydwie klasyfikacje drużynowe wygrali reprezentanci Norwegii.
Wśród pań najlepsza okazała się Finka Kaisa Mäkäräinen, która uzbierała 1005 punktów. Drugie miejsce zajęła Niemka Andrea Henkel ze 972 oczkami na swoim koncie, zaś trzecia była Szwedka Helena Ekholm zdobywając 971 punktów. Mäkäräinen, oprócz zwycięstwa w klasyfikacji ogólnej, triumfowała również w klasyfikacji biegu na dochodzenie. W biegu indywidualnym zwyciężyła Ekholm, zaś w biegu masowym Białorusinka Darja Domraczewa. Najlepszą sprinterką okazała się Magdalena Neuner, reprezentująca Niemcy. Jej rodaczki wygrały obydwie klasyfikacje drużynowe.

## Kwoty startowe
Poniżej znajduje się lista ukazująca jaką liczbę zawodników podczas pierwszych trzech weekendów Pucharu Świata 2010/2011, mogły wystawić dane państwa. Po startach w Pokljuce, kwoty startowe uległy zmianie. Podobna sytuacja nastąpiła przed zawodami w Presque Isle. Nowe zasady zostały wprowadzone podczas kongresu IBU w Petersburgu. Owe zmiany mają na celu zmniejszenie liczby startujących sportowców w poszczególnych zawodach.
Mężczyźni:
- 6 zawodników: Norwegia, Rosja, Austria, Francja, Niemcy,
- 5 zawodników: Szwecja, Ukraina, Szwajcaria, Czechy, Stany Zjednoczone,
- 4 zawodników: Białoruś, Włochy, Słowenia, Kanada, Słowacja,
- 3 zawodników: Estonia, Łotwa, Bułgaria, Finlandia, Polska,
- 2 zawodników: Japonia, Kazachstan, Wielka Brytania, Chorwacja, Serbia,
- 1 zawodnika: Korea Południowa, Węgry, Rumunia, Chiny, Australia,
- 0 zawodników: Litwa, Belgia, Mołdawia, Grenlandia, Holandia, Grecja, Bośnia i Hercegowina, Macedonia, Turcja

Kobiety:
- 6 zawodniczek: Niemcy, Rosja, Francja, Szwecja, Ukraina,
- 5 zawodniczek: Białoruś, Norwegia, Słowenia, Polska, Kazachstan,
- 4 zawodniczki: Chiny, Czechy, Włochy, Rumunia, Słowacja,
- 3 zawodniczki: Kanada, Finlandia, Łotwa, Stany Zjednoczone, Estonia,
- 2 zawodniczki: Bułgaria, Japonia, Korea Południowa, Mołdawia, Szwajcaria,
- 1 zawodniczka: Austria, Wielka Brytania, Chorwacja, Litwa, Nowa Zelandia,
- 0 zawodniczek: Grenlandia, Andora, Grecja, Bośnia i Hercegowina, Hiszpania

Poza tym na każde zawody zostały przydzielone trzy „dzikie karty”. Łączna liczba zawodników/zawodniczek w zawodach nie mogła przekraczać 108.

## Kalendarz
W porównaniu do sezonu 2009/2010 biathloniści dwukrotnie zagościli w Stanach Zjednoczonych. Do kalendarza powróciły Fort Kent oraz Presque Isle, zaś zabrakło miejsca startom w kanadyjskim Whistler. Oprócz tego biathloniści nie pojawią się w Finlandii. Najważniejsza impreza sezonu, Mistrzostwa Świata, została przesunięta i odbyła się w marcu, a nie jak we wcześniejszych latach, w lutym.
Początkowo biathloniści mieli startować w Lake Placid, lecz nastąpiła zmiana i zawodnicy zagościli w innym amerykańskim mieście Presque Isle.

### Rozegrane zawody[19]
- Östersund (29 listopada – 5 grudnia 2010)
- Hochfilzen (6–12 grudnia 2010)
- Pokljuka (13–19 grudnia 2010)
- Oberhof (3–9 stycznia 2011)
- Ruhpolding (10–16 stycznia 2011)
- Antholz/Anterselva (17–23 stycznia 2011)
- Presque Isle (7–13 lutego 2011)
- Fort Kent (14–20 lutego 2011)
- Mistrzostwa Świata w Chanty-Mansyjsku (3–13 marca 2011)
- Oslo/Holmenkollen (14–20 marca 2011)

## Postanowienia kongresu IBU w Sankt Petersburgu
W dniach 2–5 września 2010 r. w Sankt Petersburgu odbył się dziewiąty kongres Międzynarodowej Unii Biathlonu. Na kongresie wybrano prezydenta IBU, którym został po raz piąty Anders Besseberg Oprócz tego na zjeździe podjęto kilka decyzji, które mają wpływ na zawody.

### Kwoty startowe
Jednym z głównych ustaleń kongresu, było zmniejszenie ilości startujących zawodników w biegu indywidualnym oraz sprincie. Według nowych zasad, podczas tych konkurencji będzie mogło rywalizować maksymalnie 108 biathlonistów. Zmniejszone zostały także kwoty startowe poszczególnych reprezentacji. Od sezonu 2010/2011, najwięcej zawodników, sześciu, będą mogły wystawić reprezentacje, które w klasyfikacji narodów zajmują pierwsze pięć pozycji. Państwa zajmujące kolejne pozycje w Pucharze Narodów, będą mogły desygnować do zawodów odpowiednio mniejszą liczbę biathlonistów. Oprócz tego władzę IBU postanowiły zmienić zasady kwalifikacji do zawodów. Sezon został podzielony na trzy etapy. Każdy z nich składa się z trzech weekendów biathlonowych. Aby zakwalifikować się do następnego etapu, zawodnicy muszą zmieścić się w 15% nadwyżce czasowej w porównaniu z najlepszą trójką, w jednym z biegów indywidualnych bądź sprintów. Poprzednio owa nadwyżka wynosiła 20%.

### Klasyfikacja generalna
Podczas kongresu zniesiona została zasada o odliczaniu trzech najgorszych startów z punktacji w klasyfikacji generalnej. Dotychczas trzy najgorsze występu zawodników nie były brane pod wagę podczas ustalanie klasyfikacji końcowej Pucharu Świata.

### Falstarty
Międzynarodowa Unia Biathlonu postanowiła także zmienić zapisy odnośnie do falstartów popełnianych przez zawodników w biegu pościgowym. Jeśli zawodnik wystartuje o mniej niż 3 sekundy za wcześnie to dostanie 30 sekund kary, zaś jeśli przekroczy 3 sekundy o zostanie zdyskwalifikowany.

### Pozostałe założenia
- Mistrzostwa świata w 2015 r. zostaną rozegrane w Kontiolahti. Fińska miejscowość w głosowaniu wygrała ze stolicą Norwegii – Oslo[24]
- Do Pucharu IBU od sezonu 2011/2012 ma zostać wprowadzony system kwalifikacji oraz zmienione mają zostać nagrody pieniężne[25].
- Nowy kontrakt podpisany z mediami ma zapewnić IBU dodatkowe dochody na produkcję obrazu na żywo z mistrzostw Europy, mistrzostw świata juniorów oraz mistrzostw świata w biathlonie letnim. Dzięki temu, możliwe będą transmisje na żywo z tych wydarzeń[25].
- Kolejny kongres IBU ma się odbyć we włoskiej miejscowości Merano w 2012 r.
- Zmieniony został przydział do biegu masowego. Od nowego sezonu kwalifikować do niego będzie się 25 najlepszych zawodników w klasyfikacji generalnej oraz pięciu najlepszych w poszczególnym etapie[26].

## Kadry
| Zawodnik             |
| -------------------- |
| Simon Eder           |
| Tobias Eberhard      |
| Dominik Landertinger |
| Daniel Mesotitsch    |
| Friedrich Pinter     |
| Christoph Sumann     |

| Zawodnik           |
| ------------------ |
| Julian Eberhard    |
| Sven Grossegger    |
| Michael Hauser     |
| Michael Hörl       |
| Bernhard Leitinger |
| Michael Reiter     |
| Andreas Schwabl    |

| Zawodnik              |
| --------------------- |
| Albert Herzog         |
| Fabian Hörl           |
| Christian Kitzbichler |
| Martin Maier          |
| Martin Mesotitsch     |
| Alexander Nuss        |
| Daniel Salvenmoser    |
| Lorenz Wäger          |

| Zawodnik             |
| -------------------- |
| Ramona Düringer      |
| Katharina Innerhofer |
| Kerstin Muschet      |
| Romana Schrempf      |
| Iris Waldhuber       |

| Zawodnik             |
| -------------------- |
| Simon Eder           |
| Tobias Eberhard      |
| Dominik Landertinger |
| Daniel Mesotitsch    |
| Friedrich Pinter     |
| Christoph Sumann     |

| Zawodnik           |
| ------------------ |
| Julian Eberhard    |
| Sven Grossegger    |
| Michael Hauser     |
| Michael Hörl       |
| Bernhard Leitinger |
| Michael Reiter     |
| Andreas Schwabl    |

| Zawodnik              |
| --------------------- |
| Albert Herzog         |
| Fabian Hörl           |
| Christian Kitzbichler |
| Martin Maier          |
| Martin Mesotitsch     |
| Alexander Nuss        |
| Daniel Salvenmoser    |
| Lorenz Wäger          |

| Zawodnik             |
| -------------------- |
| Ramona Düringer      |
| Katharina Innerhofer |
| Kerstin Muschet      |
| Romana Schrempf      |
| Iris Waldhuber       |

| Zawodnik        |
| --------------- |
| Alexis Bœuf     |
| Martin Fourcade |
| Simon Fourcade  |
| Vincent Jay     |

| Zawodnik               |
| ---------------------- |
| Clément Arnault        |
| Jean-Guillaume Béatrix |
| Mathieu Souchal        |
| Yann Guigonnet         |
| Rémy Borgeot           |
| Ludwig Erhart          |

| Zawodniczka        |
| ------------------ |
| Marie-Laure Brunet |
| Marie Dorin        |

| Zawodniczka    |
| -------------- |
| Anaïs Bescond  |
| Marine Bolliet |
| Laure Bosc     |
| Sophie Boilley |
| Marine Dusser  |
| Leslie Mercier |

| Zawodnik        |
| --------------- |
| Alexis Bœuf     |
| Martin Fourcade |
| Simon Fourcade  |
| Vincent Jay     |

| Zawodnik               |
| ---------------------- |
| Clément Arnault        |
| Jean-Guillaume Béatrix |
| Mathieu Souchal        |
| Yann Guigonnet         |
| Rémy Borgeot           |
| Ludwig Erhart          |

| Zawodniczka        |
| ------------------ |
| Marie-Laure Brunet |
| Marie Dorin        |

| Zawodniczka    |
| -------------- |
| Anaïs Bescond  |
| Marine Bolliet |
| Laure Bosc     |
| Sophie Boilley |
| Marine Dusser  |
| Leslie Mercier |

| Zawodnik                |
| ----------------------- |
| Marc-André Bédard       |
| Brendan Green           |
| Jean-Philippe Leguellec |
| Scott Perras            |
| Nathan Smith            |
| Tyson Smith             |

| Zawodnik     |
| ------------ |
| Patrick Côté |
| Scott Gow    |

| Zawodniczka |
| ----------- |
| Megan Imrie |
| Zina Kocher |
| Megan Tandy |

| Zawodnik         |
| ---------------- |
| Rosanna Crawford |
| Claude Godbout   |
| Melanie Schultz  |

| Zawodnik                |
| ----------------------- |
| Marc-André Bédard       |
| Brendan Green           |
| Jean-Philippe Leguellec |
| Scott Perras            |
| Nathan Smith            |
| Tyson Smith             |

| Zawodnik     |
| ------------ |
| Patrick Côté |
| Scott Gow    |

| Zawodniczka |
| ----------- |
| Megan Imrie |
| Zina Kocher |
| Megan Tandy |

| Zawodnik         |
| ---------------- |
| Rosanna Crawford |
| Claude Godbout   |
| Melanie Schultz  |

| Zawodnik           |
| ------------------ |
| Andreas Birnbacher |
| Daniel Böhm        |
| Michael Greis      |
| Arnd Peiffer       |
| Simon Schempp      |
| Christoph Stephan  |

| Zawodnik        |
| --------------- |
| Daniel Graf     |
| Christoph Knie  |
| Toni Lang       |
| Erik Lesser     |
| Manuel Müller   |
| Michael Rösch   |
| Alexander Wolf  |
| Florian Graf    |
| Matthias Bischl |
| Peter Hoffmann  |
| Robin Kiel      |
| Felix Schuster  |

| Zawodniczka      |
| ---------------- |
| Tina Bachmann    |
| Juliane Döll     |
| Miriam Gössner   |
| Andrea Henkel    |
| Kathrin Hitzer   |
| Magdalena Neuner |
| Sabrina Buchholz |

| Zawodniczka          |
| -------------------- |
| Maren Hammerschmidt  |
| Carolin Hennecke     |
| Franziska Hildebrand |
| Stefanie Hildebrand  |
| Karolin Horchler     |
| Nicole Wötzel        |
| Anne Domeinski       |
| Janin Hammerschmidt  |

| Zawodnik           |
| ------------------ |
| Andreas Birnbacher |
| Daniel Böhm        |
| Michael Greis      |
| Arnd Peiffer       |
| Simon Schempp      |
| Christoph Stephan  |

| Zawodnik        |
| --------------- |
| Daniel Graf     |
| Christoph Knie  |
| Toni Lang       |
| Erik Lesser     |
| Manuel Müller   |
| Michael Rösch   |
| Alexander Wolf  |
| Florian Graf    |
| Matthias Bischl |
| Peter Hoffmann  |
| Robin Kiel      |
| Felix Schuster  |

| Zawodniczka      |
| ---------------- |
| Tina Bachmann    |
| Juliane Döll     |
| Miriam Gössner   |
| Andrea Henkel    |
| Kathrin Hitzer   |
| Magdalena Neuner |
| Sabrina Buchholz |

| Zawodniczka          |
| -------------------- |
| Maren Hammerschmidt  |
| Carolin Hennecke     |
| Franziska Hildebrand |
| Stefanie Hildebrand  |
| Karolin Horchler     |
| Nicole Wötzel        |
| Anne Domeinski       |
| Janin Hammerschmidt  |

| Zawodnik             |
| -------------------- |
| Ole Einar Bjørndalen |
| Lars Berger          |
| Ronny Hafsås         |
| Alexander Os         |
| Emil Hegle Svendsen  |
| Tarjei Bø            |

| Zawodnik             |
| -------------------- |
| Rune Brattsveen      |
| Lars Helge Birkeland |
| Sondre Flaa Eieland  |
| Dak Erik Kokkin      |
| Henrik L’Abée-Lund   |
| Magnus L‘Abee-Lund   |

| Zawodniczka             |
| ----------------------- |
| Tora Berger             |
| Ann Kristin Flatland    |
| Fanny Welle-Strand Horn |
| Synnøve Solemdal        |

| Zawodniczka           |
| --------------------- |
| Tiril Eckhoff         |
| Hilde Fenne           |
| Marie Hov             |
| Marion Rønning Huber  |
| Bente Landheim        |
| Thekla Brun-Lie       |
| Anne-Tine Markset     |
| Kaia Wøien Nicolaisen |
| Ada Ringen            |
| Elise Ringen          |
| Birgitte Røksund      |
| Maren Wangensteen     |

| Zawodnik             |
| -------------------- |
| Ole Einar Bjørndalen |
| Lars Berger          |
| Ronny Hafsås         |
| Alexander Os         |
| Emil Hegle Svendsen  |
| Tarjei Bø            |

| Zawodnik             |
| -------------------- |
| Rune Brattsveen      |
| Lars Helge Birkeland |
| Sondre Flaa Eieland  |
| Dak Erik Kokkin      |
| Henrik L’Abée-Lund   |
| Magnus L‘Abee-Lund   |

| Zawodniczka             |
| ----------------------- |
| Tora Berger             |
| Ann Kristin Flatland    |
| Fanny Welle-Strand Horn |
| Synnøve Solemdal        |

| Zawodniczka           |
| --------------------- |
| Tiril Eckhoff         |
| Hilde Fenne           |
| Marie Hov             |
| Marion Rønning Huber  |
| Bente Landheim        |
| Thekla Brun-Lie       |
| Anne-Tine Markset     |
| Kaia Wøien Nicolaisen |
| Ada Ringen            |
| Elise Ringen          |
| Birgitte Røksund      |
| Maren Wangensteen     |

| Zawodnik              |
| --------------------- |
| Tomasz Sikora         |
| Łukasz Szczurek       |
| Mirosław Kobus        |
| Krzysztof Pływaczyk   |
| Adam Kwak             |
| Sebastian Witek       |
| Łukasz Witek          |
| Łukasz Słonina        |
| Tomasz Puda           |
| Grzegorz Bril         |
| Mariusz Leja          |
| Wojciech Maryniarczyk |

| Zawodnik                     |
| ---------------------------- |
| Weronika Nowakowska-Ziemniak |
| Agnieszka Cyl                |
| Krystyna Pałka               |
| Magdalena Gwizdoń            |
| Paulina Bobak                |
| Karolina Pitoń               |
| Magdalena Nykiel             |
| Monika Hojnisz               |
| Magdalena Kępka              |
| Irena Bukacka                |
| Katarzyna Jakieła            |
| Sylwia Malinowska            |

| Zawodnik            |
| ------------------- |
| Rafał Lepel         |
| Grzegorz Jakubowicz |
| Mateusz Stec        |
| Grzegorz Guzik      |
| Jakub Gąsienica     |
| Mateusz Matusik     |
| Mateusz Wieczorek   |
| Szymon Turkowicz    |
| Marcin Skowron      |
| Marek Firlej        |

| Zawodnik             |
| -------------------- |
| Monika Hojnisz       |
| Maria Bukowska       |
| Anna Mąka            |
| Katarzyna Leja       |
| Zuzanna Smolec       |
| Julia Sosna          |
| Iwoan Iwaniec        |
| Martyna Jedynak      |
| Anna Pitoń           |
| Karolina Batorzyńska |

| Zawodnik              |
| --------------------- |
| Tomasz Sikora         |
| Łukasz Szczurek       |
| Mirosław Kobus        |
| Krzysztof Pływaczyk   |
| Adam Kwak             |
| Sebastian Witek       |
| Łukasz Witek          |
| Łukasz Słonina        |
| Tomasz Puda           |
| Grzegorz Bril         |
| Mariusz Leja          |
| Wojciech Maryniarczyk |

| Zawodnik                     |
| ---------------------------- |
| Weronika Nowakowska-Ziemniak |
| Agnieszka Cyl                |
| Krystyna Pałka               |
| Magdalena Gwizdoń            |
| Paulina Bobak                |
| Karolina Pitoń               |
| Magdalena Nykiel             |
| Monika Hojnisz               |
| Magdalena Kępka              |
| Irena Bukacka                |
| Katarzyna Jakieła            |
| Sylwia Malinowska            |

| Zawodnik            |
| ------------------- |
| Rafał Lepel         |
| Grzegorz Jakubowicz |
| Mateusz Stec        |
| Grzegorz Guzik      |
| Jakub Gąsienica     |
| Mateusz Matusik     |
| Mateusz Wieczorek   |
| Szymon Turkowicz    |
| Marcin Skowron      |
| Marek Firlej        |

| Zawodnik             |
| -------------------- |
| Monika Hojnisz       |
| Maria Bukowska       |
| Anna Mąka            |
| Katarzyna Leja       |
| Zuzanna Smolec       |
| Julia Sosna          |
| Iwoan Iwaniec        |
| Martyna Jedynak      |
| Anna Pitoń           |
| Karolina Batorzyńska |

| Zawodnik           |
| ------------------ |
| Andriej Makowiejew |
| Maksim Maksimow    |
| Anton Szypulin     |
| Władimir Siemakow  |
| Iwan Czeriezow     |
| Maksim Czudow      |
| Artiom Uszakow     |
| Jewgienij Ustiugow |
| Wiktor Wasiljew    |
| Aleksiej Wołkow    |

| Zawodnik             |
| -------------------- |
| Dmitrij Blindow      |
| Siergiej Boczarnikow |
| Jewgienij Garaniczew |
| Siergiej Kugubajew   |
| Timofiej Łapszyn     |
| Dmitrij Małyszko     |

| Zawodniczka           |
| --------------------- |
| Anna Bogalij-Titowiec |
| Anna Bułygina         |
| Jekatierina Jurłowa   |
| Jekatierina Głazyrina |
| Anna Kunajewa         |
| Jana Romanowa         |
| Jekatierina Szumiłowa |
| Swietłana Slepcowa    |
| Olga Wiłuchina        |
| Olga Zajcewa          |

| Zawodniczka         |
| ------------------- |
| Marija Diemidowa    |
| Marija Iwanowna     |
| Anastasija Kalina   |
| Julija Panczenko    |
| Nadieżda Pisariewa  |
| Anastasija Romanowa |

| Zawodnik           |
| ------------------ |
| Andriej Makowiejew |
| Maksim Maksimow    |
| Anton Szypulin     |
| Władimir Siemakow  |
| Iwan Czeriezow     |
| Maksim Czudow      |
| Artiom Uszakow     |
| Jewgienij Ustiugow |
| Wiktor Wasiljew    |
| Aleksiej Wołkow    |

| Zawodnik             |
| -------------------- |
| Dmitrij Blindow      |
| Siergiej Boczarnikow |
| Jewgienij Garaniczew |
| Siergiej Kugubajew   |
| Timofiej Łapszyn     |
| Dmitrij Małyszko     |

| Zawodniczka           |
| --------------------- |
| Anna Bogalij-Titowiec |
| Anna Bułygina         |
| Jekatierina Jurłowa   |
| Jekatierina Głazyrina |
| Anna Kunajewa         |
| Jana Romanowa         |
| Jekatierina Szumiłowa |
| Swietłana Slepcowa    |
| Olga Wiłuchina        |
| Olga Zajcewa          |

| Zawodniczka         |
| ------------------- |
| Marija Diemidowa    |
| Marija Iwanowna     |
| Anastasija Kalina   |
| Julija Panczenko    |
| Nadieżda Pisariewa  |
| Anastasija Romanowa |

| Zawodnik           |
| ------------------ |
| Carl Johan Bergman |
| Ted Armgren        |
| Björn Ferry        |
| Magnus Jonsson     |
| Fredrik Lindström  |
| Mattias Nilsson    |

| Zawodnik               |
| ---------------------- |
| Tobias Arwidson        |
| Christoffer Eriksson   |
| Henrik Forsberg Junior |
| Pontus Olsson          |

| Zawodniczka           |
| --------------------- |
| Ingela Andersson      |
| Sofia Domeij          |
| Elisabeth Högberg     |
| Helena Ekholm         |
| Jenny Jonsson         |
| Anna Maria Nilsson    |
| Anna Carin Zidek      |
| Anna-Karin Strömstedt |

| Zawodnik       |
| -------------- |
| Emelie Larsson |
| Elin Mattsson  |

| Zawodnik           |
| ------------------ |
| Carl Johan Bergman |
| Ted Armgren        |
| Björn Ferry        |
| Magnus Jonsson     |
| Fredrik Lindström  |
| Mattias Nilsson    |

| Zawodnik               |
| ---------------------- |
| Tobias Arwidson        |
| Christoffer Eriksson   |
| Henrik Forsberg Junior |
| Pontus Olsson          |

| Zawodniczka           |
| --------------------- |
| Ingela Andersson      |
| Sofia Domeij          |
| Elisabeth Högberg     |
| Helena Ekholm         |
| Jenny Jonsson         |
| Anna Maria Nilsson    |
| Anna Carin Zidek      |
| Anna-Karin Strömstedt |

| Zawodnik       |
| -------------- |
| Emelie Larsson |
| Elin Mattsson  |

| Zawodnik        |
| --------------- |
| Selina Gasparin |
| Thomas Frei     |

| Zawodnik           |
| ------------------ |
| Claudio Böckli     |
| Simon Hallenbarter |
| Ivan Joller        |
| Matthias Simmen    |
| Benjamin Weger     |

| Zawodniczka       |
| ----------------- |
| Christian Stebler |

| Zawodniczka         |
| ------------------- |
| Irene Cadurisch     |
| Elina Gasparin      |
| Stephanie Schnydrig |
| Cudrin Condrau      |
| Gaspard Cuenot      |
| Mario Dolder        |
| Lukas Meier         |
| Kevin Russi         |
| Sébastien Testuz    |
| Serafin Wiestner    |

| Zawodnik        |
| --------------- |
| Selina Gasparin |
| Thomas Frei     |

| Zawodnik           |
| ------------------ |
| Claudio Böckli     |
| Simon Hallenbarter |
| Ivan Joller        |
| Matthias Simmen    |
| Benjamin Weger     |

| Zawodniczka       |
| ----------------- |
| Christian Stebler |

| Zawodniczka         |
| ------------------- |
| Irene Cadurisch     |
| Elina Gasparin      |
| Stephanie Schnydrig |
| Cudrin Condrau      |
| Gaspard Cuenot      |
| Mario Dolder        |
| Lukas Meier         |
| Kevin Russi         |
| Sébastien Testuz    |
| Serafin Wiestner    |

| Zawodnik            |
| ------------------- |
| Ołeksandr Batiuk    |
| Ołeh Bereżnyj       |
| Ołeksandr Biłanenko |
| Andrij Wozniak      |
| Andrij Deryzemla    |
| Wjaczesław Derkacz  |
| Witalij Kożuszko    |
| Ołeksandr Kolos     |
| Artem Pryma         |
| Roman Pryma         |
| Serhij Sedniew      |
| Serhij Semenow      |
| Anton Junak         |

| Zawodniczka         |
| ------------------- |
| Julija Bryhyneć     |
| Julija Dżima        |
| Nina Karasewycz     |
| Switłana Krykonczuk |
| Ludmyła Pysarenko   |
| Ołena Pidhruszna    |
| Wałentyna Semerenko |
| Wita Semerenko      |
| Inna Suprun         |
| Oksana Chwostenko   |

| Zawodnik            |
| ------------------- |
| Ołeksandr Batiuk    |
| Ołeh Bereżnyj       |
| Ołeksandr Biłanenko |
| Andrij Wozniak      |
| Andrij Deryzemla    |
| Wjaczesław Derkacz  |
| Witalij Kożuszko    |
| Ołeksandr Kolos     |
| Artem Pryma         |
| Roman Pryma         |
| Serhij Sedniew      |
| Serhij Semenow      |
| Anton Junak         |

| Zawodniczka         |
| ------------------- |
| Julija Bryhyneć     |
| Julija Dżima        |
| Nina Karasewycz     |
| Switłana Krykonczuk |
| Ludmyła Pysarenko   |
| Ołena Pidhruszna    |
| Wałentyna Semerenko |
| Wita Semerenko      |
| Inna Suprun         |
| Oksana Chwostenko   |

| Zawodnik             |
| -------------------- |
| Christian De Lorenzi |
| Lukas Hofer          |
| Markus Windisch      |

| Zawodnik         |
| ---------------- |
| Pietro Dutto     |
| Michael Galassi  |
| Paulo Lazzarini  |
| Dominik Windisch |
| Rudy Zini        |

| Zawodniczka     |
| --------------- |
| Katja Haller    |
| Karin Oberhofer |
| Michela Ponza   |

| Zawodniczka      |
| ---------------- |
| Roberta Fiandino |
| Dorothea Wierer  |

| Zawodnik             |
| -------------------- |
| Christian De Lorenzi |
| Lukas Hofer          |
| Markus Windisch      |

| Zawodnik         |
| ---------------- |
| Pietro Dutto     |
| Michael Galassi  |
| Paulo Lazzarini  |
| Dominik Windisch |
| Rudy Zini        |

| Zawodniczka     |
| --------------- |
| Katja Haller    |
| Karin Oberhofer |
| Michela Ponza   |

| Zawodniczka      |
| ---------------- |
| Roberta Fiandino |
| Dorothea Wierer  |

## Wyniki szczegółowe

### Puchar Świata w Östersund
| Data      | Konkurencja                  | K/M | Zwycięzcy                                                                                          | Top 10 | Polacy |
| --------- | ---------------------------- | --- | -------------------------------------------------------------------------------------------------- | --- | --- |
| 1 grudnia | Bieg indywidualny Raport IBU | K   | 1. Anna Carin Zidek 45:26,1 (0) 2. Marie-Laure Brunet +8,9 (2) 3. Helena Ekholm +42,7 (2)          | 4. Wałentyna Semerenko 5. Jana Romanowa 6. Olga Zajcewa 7. Teja Gregorin 8. Swietłana Slepcowa 9. Andrea Henkel 10. Ann Kristin Flatland | 14. Paulina Bobak +2:46,6 (1) 16. Magdalena Gwizdoń +3:08,4 (2) 17. Agnieszka Cyl +3:12,7 (3) 41. Weronika Nowakowska-Ziemniak +5:04,5 (4) 44. Monika Hojnisz +5:09,7 (2) |
| 2 grudnia | Bieg indywidualny Raport IBU | M   | 1. Emil Hegle Svendsen 55:07,7 (2) 2. Ole Einar Bjørndalen +19,1 (2) 3. Martin Fourcade + 37,8 (1) | 4. Tarjei Bø 5. Tomasz Sikora 6. Klemen Bauer 7. Michal Šlesingr 8. Jakov Fak 9. Janez Marič 10. Daniel Mesotitsch                       | 5. Tomasz Sikora +1:07,3 (1) 37. Łukasz Szczurek +4:42,2 (2) 75. Mirosław Kobus +7:51,7 (4)                                                                               |
| 3 grudnia | Sprint Raport IBU            | K   | 1. Kaisa Mäkäräinen 22:42,1 (0) 2. Miriam Gössner +18,7 (0) 3. Darja Domraczewa +47,1 (1)          | 4. Tina Bachmann 5. Helena Ekholm 6. Andrea Henkel 7. Teja Gregorin 8. Olga Zajcewa 9. Anna Carin Zidek 10. Wałentyna Semerenko          | 15. Agnieszka Cyl +1:41,7 (1) 33. Weronika Nowakowska-Ziemniak +2:33,2 (2) 42. Magdalena Gwizdoń +2:37,5 (3) 43. Paulina Bobak +2:38,6 (0) 70. Monika Hojnisz +3:51,0 (1) |
| 4 grudnia | Sprint Raport IBU            | M   | 1. Emil Hegle Svendsen 25:01,9 (1) 2. Ole Einar Bjørndalen +3,9 (0) 3. Martin Fourcade + 14,3 (0)  | 4. Jakov Fak 5. Tarjei Bø 6. Alexander Os 7. Andreas Birnbacher 8. Anton Szypulin 9. Michael Greis 10. Andrij Deryzemla                  | 30. Tomasz Sikora +1:54,6 (1) 63. Łukasz Szczurek +2:46,3 (2) 95. Krzysztof Pływaczyk +4:44,3 (2)                                                                         |
| 5 grudnia | Bieg pościgowy Raport IBU    | K   | 1. Kaisa Mäkäräinen 31:57,1 (0) 2. Miriam Gössner +1:25,3 (3) 3. Helena Ekholm +1:41,5 (2)         | 4. Anna Carin Zidek 5. Wałentyna Semerenko 6. Olga Zajcewa 7. Swietłana Slepcowa 8. Darja Domraczewa 9. Teja Gregorin 10. Tina Bachmann  | 28. Weronika Nowakowska-Ziemniak +4:43,0 (3) 29. Agnieszka Cyl +4:55,4 (5) 41. Magdalena Gwizdoń +5:37,9 (4) 51. Paulina Bobak +6:40,7 (3)                                |
| 5 grudnia | Bieg pościgowy Raport IBU    | M   | 1. Ole Einar Bjørndalen 35:47,7 (2) 2. Emil Hegle Svendsen +26,2 (3) 3. Jakov Fak +1:00,7 (3)      | 4. Tarjei Bø 5. Martin Fourcade 6. Anton Szypulin 7. Lukas Hofer 8. Andreas Birnbacher 9. Serhij Sedniew 10. Maksim Maksimow             | Polacy nie startowali |

Klasyfikacje generalne po startach w Östersund:
| Miejsce | Zawodnik             | Punkty |
| ------- | -------------------- | ------ |
| 1.      | Emil Hegle Svendsen  | 174    |
| 2.      | Ole Einar Bjørndalen | 168    |
| 3.      | Martin Fourcade      | 136    |
| 4.      | Tarjei Bø            | 126    |
| 5       | Jakov Fak            | 125    |
| 6       | Andreas Birnbacher   | 99     |
| 7       | Anton Szypulin       | 94     |
| 8       | Michael Greis        | 88     |
| 9       | Alexander Os         | 83     |
| 10      | Michal Šlesingr      | 75     |

| Miejsce | Zawodnik            | Punkty |
| ------- | ------------------- | ------ |
| 1       | Kaisa Mäkäräinen    | 150    |
| 2       | Helena Ekholm       | 136    |
| 3       | Anna Carin Zidek    | 135    |
| 4       | Wałentyna Semerenko | 114    |
| 5       | Miriam Gössner      | 110    |
| 6       | Olga Zajcewa        | 110    |
| 7       | Teja Gregorin       | 104    |
| 8       | Andrea Henkel       | 98     |
| 9       | Tina Bachmann       | 97     |
| 10      | Swietłana Slepcowa  | 97     |

### Puchar Świata w Hochfilzen
| Data       | Konkurencja               | K/M | Zwycięzcy | Top 10 | Polacy |
| ---------- | ------------------------- | --- | --- | --- | --- |
| 10 grudnia | Sprint Raport IBU         | M   | 1. Tarjei Bø 28:17,6 (0) 2. Serhij Sedniew +27,5 (1) 3. Alexis Bœuf +33,3 (1) | 4. Emil Hegle Svendsen 5. Dominik Landertinger 6. Simon Eder 7. Lukas Hofer 8. Iwan Czeriezow 9. Jewgienij Ustiugow 10. Ole Einar Bjørndalen  | 32. Tomasz Sikora +1:51,5 (0) 58. Łukasz Szczurek +2:39,5 (1) 87. Mirosław Kobus +4:00,8 (2)                                                                              |
| 10 grudnia | Sprint Raport IBU         | K   | 1. Anastasija Kuźmina 25:30,6 (0) 2. Darja Domraczewa +19,8 (1) 3. Kaisa Mäkäräinen +23,8 (1) | 4. Ann Kristin Flatland 5. Helena Ekholm 6. Marie-Laure Brunet 7. Magdalena Neuner 8. Anna Bogalij-Titowiec 9. Tora Berger 10. Eveli Saue     | 33. Monika Hojnisz +2:12,4 (1) 39. Agnieszka Cyl +2:28,0 (3) 65. Paulina Bobak +3:27,0 (3) 74. Weronika Nowakowska-Ziemniak +3:46,7 (4) 88. Magdalena Gwizdoń +4:54,7 (3) |
| 11 grudnia | Bieg pościgowy Raport IBU | M   | 1. Tarjei Bø 36:32,4 (1) 2. Simon Eder +38,7 (0) 3. Iwan Czeriezow +40,0 (2) | 4. Jewgienij Ustiugow 5. Emil Hegle Svendsen 6. Christoph Sumann 7. Ole Einar Bjørndalen 8. Michael Greis 9. Alexis Bœuf 10. Björn Ferry      | 17. Tomasz Sikora +1:54,4 (1) 60. Łukasz Szczurek +7:44,3 (5) |
| 11 grudnia | Sztafeta Raport IBU       | K   | 1. Niemcy 1:16:22,5 (0+9) · (Hitzer, Neuner, Buchholz, Henkel) · 2. Ukraina +59,1 (0+8) · (Chwostenko, Pidhruszna, Wi. Semerenko, Wa. Semerenko) · 3. Norwegia +1:08,4 (0+9) · (Solemdal, Flatland, Horn, Berger) | 4. Rosja · 5. Francja · 6. Szwecja · 7. Białoruś · 8. Polska · 9. Włochy · 10. Słowacja                                                       | 8. Polska +3:56,4 (0+3) (Bobak, Nowakowska-Ziemniak, Gwizdoń, Cyl) |
| 12 grudnia | Sztafeta Raport IBU       | M   | 1. Norwegia 1:28:07,6 (1+7) · (Os, Bjørndalen, Svendsen, Bø) · 2. Austria +53,1 (0+4) · (Mesotitsch, Eberhard, Sumann, Landertinger) · 3. Francja +3:28,8 (2+9) · (Jay, Beatrix, Habert, M. Fourcade)             | 4. Niemcy · 5. Szwecja · 6. Ukraina · 7. Czechy · 8. Słowenia · 9. Szwajcaria · 10. Włochy                                                    | 12. Polska +5:31,6 (1+10) (Szczurek, Sikora, Kobus, Pływaczyk) |
| 12 grudnia | Bieg pościgowy Raport IBU | K   | 1. Helena Ekholm 35:17,8 (1) 2. Kaisa Mäkäräinen +32,0 (2) 3. Darja Domraczewa +46,3 (3) | 4. Marie-Laure Brunet 5. Anna Carin Zidek 6. Anna Bogalij-Titowiec 7. Magdalena Neuner 8. Anastasija Kuźmina 9. Teja Gregorin 10. Tora Berger | 34. Agnieszka Cyl +4:34,3 (5) 41. Monika Hojnisz +5:11,8 (4) |

Klasyfikacje generalne po startach w Hochfilzen:
| Miejsce | Zawodnik             | Punkty |
| ------- | -------------------- | ------ |
| 1       | Emil Hegle Svendsen  | 257    |
| 2       | Tarjei Bø            | 246    |
| 3       | Ole Einar Bjørndalen | 235    |
| 4       | Martin Fourcade      | 167    |
| 5       | Michael Greis        | 144    |
| 6       | Anton Szypulin       | 143    |
| 7       | Serhij Sedniew       | 136    |
| 8       | Lukas Hofer          | 133    |
| 9       | Simon Eder           | 110    |
| 10      | Alexis Bœuf          | 99     |

| Miejsce | Zawodnik            | Punkty |
| ------- | ------------------- | ------ |
| 1       | Kaisa Mäkäräinen    | 252    |
| 2       | Helena Ekholm       | 236    |
| 3       | Anna Carin Zidek    | 204    |
| 4       | Darja Domraczewa    | 190    |
| 5       | Marie-Laure Brunet  | 175    |
| 6       | Teja Gregorin       | 166    |
| 7       | Wałentyna Semerenko | 165    |
| 8       | Miriam Gössner      | 149    |
| 9       | Andrea Henkel       | 149    |
| 10      | Olga Zajcewa        | 132    |

### Puchar Świata w Pokljuce
| Data       | Konkurencja                  | K/M | Zwycięzcy | Top 10 | Polacy |
| ---------- | ---------------------------- | --- | --- | --- | --- |
| 16 grudnia | Bieg indywidualny Raport IBU | M   | 1. Daniel Mesotitsch 52:05,6 (1) 2. Benjamin Weger +58,4 (1) 3. Serhij Sedniew +1:21,2 (2) | 4. Ołeh Bereżnyj 5. Vincent Jay 6. Miroslav Matiaško 7. Jaroslav Soukup 8. Tomasz Sikora 9. Christoph Sumann 10. Alexis Bœuf                | 8. Tomasz Sikora +2:05,9 (2) 67. Łukasz Szczurek +6:52,5 (4) 90. Mirosław Kobus +9:47,5 (8)                                                                               |
| 16 grudnia | Bieg indywidualny Raport IBU | K   | 1. Tora Berger 42:47,0 (0) 2. Kaisa Mäkäräinen +1,8 (1) 3. Marie-Laure Brunet +35,3 (0) | 4. Wałentyna Semerenko 5. Olga Zajcewa 6. Marina Lebiediewa 7. Anna Carin Zidek 8. Magdalena Neuner 9. Teja Gregorin 10. Swietłana Slepcowa | 14. Agnieszka Cyl +2:57,9 (3) 22. Monika Hojnisz +3:39,8 (0) 41. Weronika Nowakowska-Ziemniak +5:04,4 (3) 62. Magdalena Gwizdoń +7:09,3 (5) 66. Paulina Bobak +7:49,9 (5) |
| 18 grudnia | Sprint Raport IBU            | M   | 1. Björn Ferry 27:25,9 (0) 2. Tarjei Bø +5,1 (1) 3. Michael Greis +8,7 (0) | 4. Jakov Fak 5. Jewgienij Ustiugow 6. Lukas Hofer 7. Lars Berger 8. Serhij Sedniew 9. Andriej Makowiejew 10. Dominik Landertinger           | 21. Tomasz Sikora +1:08,0 (1) 54. Mirosław Kobus +2:10,6 (1) 81. Krzysztof Pływaczyk +3:06,4 (3)                                                                          |
| 18 grudnia | Sprint Raport IBU            | K   | 1. Magdalena Neuner 23:05,2 (2) 2. Anastasija Kuźmina +11,2 (1) 3. Kaisa Mäkäräinen +17,0 (1) 3. Olga Zajcewa +17,0 (0)                                                                                | 5. Anaïs Bescond 6. Marie Dorin 7. Helena Ekholm 8. Kathrin Hitzer 9. Anna Bogalij-Titowiec 10. Tina Bachmann                               | 18. Agnieszka Cyl +1:06,9 (1) 54. Magdalena Gwizdoń +2:37,6 (2) 57. Weronika Nowakowska-Ziemniak +2:43,5 (3) 67. Paulina Bobak +3:15,0 (2) DNS Monika Hojnisz             |
| 19 grudnia | Sztafeta mieszana Raport IBU | K/M | 1. Szwecja 1:17:52,0 (0+10) · (Ekholm, Zidek, Lindström, Bergman) · 2. Ukraina +0,3 (0+7) · (Pidhruszna, Wi. Semerenko, Semenow, Sedniew) · 3. Francja +1,3 (0+10) · (Brunet, Dorin, Jay, M. Fourcade) | 4. Rosja · 5. Słowenia · 6. Włochy · 7. Słowacja · 8. Niemcy · 9. Białoruś · 10. Estonia                                                    | LPD Polska (Cyl, Gwizdoń, Szczurek, Pływaczyk) (4+11) |

Klasyfikacje generalne po startach w Pokljuce:
| Miejsce | Zawodnik             | Punkty |
| ------- | -------------------- | ------ |
| 1       | Tarjei Bø            | 329    |
| 2       | Emil Hegle Svendsen  | 306    |
| 3       | Ole Einar Bjørndalen | 265    |
| 4       | Serhij Sedniew       | 220    |
| 5       | Michael Greis        | 201    |
| 6       | Martin Fourcade      | 192    |
| 7       | Jewgienij Ustiugow   | 178    |
| 8       | Jakov Fak            | 171    |
| 9       | Lukas Hofer          | 171    |
| 10      | Simon Eder           | 169    |

| Miejsce | Zawodnik            | Punkty |
| ------- | ------------------- | ------ |
| 1       | Kaisa Mäkäräinen    | 354    |
| 2       | Helena Ekholm       | 289    |
| 3       | Anna Carin Zidek    | 257    |
| 4       | Marie-Laure Brunet  | 251    |
| 5       | Wałentyna Semerenko | 235    |
| 6       | Darja Domraczewa    | 233    |
| 7       | Teja Gregorin       | 223    |
| 8       | Olga Zajcewa        | 220    |
| 9       | Anastasija Kuźmina  | 205    |
| 10      | Andrea Henkel       | 190    |

### Puchar Świata w Oberhofie
| Data       | Konkurencja            | K/M | Zwycięzcy | Top 10 | Polacy |
| ---------- | ---------------------- | --- | --- | --- | --- |
| 5 stycznia | Sztafeta Raport IBU    | M   | 1. Niemcy 1:23:53,0 (2+16) · (Stephan, Wolf, Peiffer, Greis) · 2. Czechy +2:22,8 (3+14) · (Vítek, Soukup, Moravec, Šlesingr) · 3. Norwegia +2:24,0 (6+14) · (Os, Berger, Brattsveen, Bjørndalen)               | 4. Ukraina · 5. Słowenia · 6. Francja · 7. Włochy · 8. Białoruś · 9. Japonia · 10. Szwajcaria                                                         | 17. Polska +4:49,7 (4+14) (Szczurek, Sikora, Witek, Pływaczyk)                                                               |
| 6 stycznia | Sztafeta Raport IBU    | K   | 1. Szwecja 1:17:53,1 (1+8) · (Jonsson, Zidek, Nilsson, Ekholm) · 2. Francja +52,9 (3+9) · (Bescond, Dorin, Macabies, Brunet) · 3. Białoruś +1:31,4 (1+13) · (Skardino, Darja Domraczewa, Pisariewa, Kalinczyk) | 4. Ukraina · 5. Rosja · 6. Niemcy · 7. Polska · 8. Norwegia · 9. Włochy · 10. Czechy                                                                  | 7. Polska +3:32,1 (1+10) (Bobak, Gwizdoń, Hojnisz, Cyl)                                                                      |
| 7 stycznia | Sprint Raport IBU      | M   | 1. Tarjei Bø 25:49,7 (1) 2. Arnd Peiffer +16,7 (1) 3. Michal Šlesingr +20,7 (0) | 4. Iwan Czeriezow 5. Andriej Makowiejew 6. Dominik Landertinger 7. Benjamin Weger 8. Emil Hegle Svendsen 9. Carl Johan Bergman 10. Loïs Habert        | 82. Łukasz Szczurek +4:22,2 (4) 92. Krzysztof Pływaczyk +5:36,2 (4) 94. Łukasz Witek +5:56,1 (6)                             |
| 8 stycznia | Sprint Raport IBU      | K   | 1. Ann Kristin Flatland 23:29,5 (1) 2. Magdalena Neuner +5,7 (2) 3. Andrea Henkel +15,2 (1) | 4. Darja Domraczewa 5. Kaisa Mäkäräinen 6. Jekatierina Jurłowa 7. Wita Semerenko 8. Anna Carin Zidek 9. Helena Ekholm 10. Marina Lebiediewa           | 17. Agnieszka Cyl +1:39,9 (2) 41. Magdalena Gwizdoń +2:38,8 (2) 63. Monika Hojnisz +3:42,7 (2) 75. Paulina Bobak +4:18,3 (3) |
| 9 stycznia | Bieg masowy Raport IBU | M   | 1. Tarjei Bø 39:51,3 (2) 2. Emil Hegle Svendsen +2,4 (3) 3. Iwan Czeriezow +4,1 (2) | 4. Martin Fourcade 5. Michael Greis 6. Andriej Makowiejew 7. Maksim Czudow 8. Michal Šlesingr 9. Simon Eder 10. Björn Ferry                           | Polacy nie startowali |
| 9 stycznia | Bieg masowy Raport IBU | K   | 1. Helena Ekholm 33:22,9 (0) 2. Andrea Henkel +1,6 (2) 3. Swietłana Slepcowa +5,2 (0) | 4. Marie-Laure Brunet 5. Ann Kristin Flatland 6. Wita Semerenko 7. Anastasija Kuźmina 8. Jekatierina Jurłowa 9. Magdalena Neuner 10. Kaisa Mäkäräinen | 27. Agnieszka Cyl +4:22,8 (7)                                                                                                |

Klasyfikacje generalne po startach w Oberhofie:
| Miejsce | Zawodnik             | Punkty |
| ------- | -------------------- | ------ |
| 1       | Tarjei Bø            | 449    |
| 2       | Emil Hegle Svendsen  | 394    |
| 3       | Ole Einar Bjørndalen | 304    |
| 4       | Michael Greis        | 271    |
| 5       | Serhij Sedniew       | 235    |
| 6       | Martin Fourcade      | 235    |
| 7       | Jewgienij Ustiugow   | 234    |
| 8       | Arnd Peiffer         | 223    |
| 9       | Lukas Hofer          | 222    |
| 10      | Jakov Fak            | 212    |

| Miejsce | Zawodnik             | Punkty |
| ------- | -------------------- | ------ |
| 1       | Kaisa Mäkäräinen     | 425    |
| 2       | Helena Ekholm        | 381    |
| 3       | Marie-Laure Brunet   | 324    |
| 4       | Anna Carin Zidek     | 320    |
| 5       | Darja Domraczewa     | 302    |
| 6       | Andrea Henkel        | 292    |
| 7       | Wałentyna Semerenko  | 282    |
| 8       | Anastasija Kuźmina   | 270    |
| 9       | Ann Kristin Flatland | 270    |
| 10      | Teja Gregorin        | 266    |

### Puchar Świata w Ruhpolding
| Data        | Konkurencja                  | K/M | Zwycięzcy                                                                                          | Top 10 | Polacy |
| ----------- | ---------------------------- | --- | -------------------------------------------------------------------------------------------------- | --- | --- |
| 12 stycznia | Bieg indywidualny Raport IBU | M   | 1. Emil Hegle Svendsen 50:39,4 (1) 2. Martin Fourcade +7,4 s (1) 3. Dominik Landertinger +23,7 (1) | 4. Simon Fourcade 5. Tarjei Bø 6. Michael Greis 7. Jewgienij Ustiugow 8. Ole Einar Bjørndalen 9. Vincent Jay 10. Iwan Czeriezow               | 17. Tomasz Sikora +2:43,7 (0) 33. Łukasz Szczurek +3:43,6 (0) 60. Krzysztof Pływaczyk +4:58,3 (1)                                                                         |
| 13 stycznia | Bieg indywidualny Rport IBU  | K   | 1. Olga Zajcewa 41:46,1 (0) 2. Andrea Henkel +14,5 (0) 3. Helena Ekholm +37,4 (0)                  | 4. Wałentyna Semerenko 5. Marie Dorin 6. Swietłana Slepcowa 7. Wita Semerenko 8. Kaisa Mäkäräinen 9. Tora Berger 10. Jana Romanowa            | 28. Agnieszka Cyl +4:57,9 (3) 52. Paulina Bobak +7:15,5 (2) 61. Weronika Nowakowska-Ziemniak +8:20,0 (3) 64. Magdalena Gwizdoń +8:42,1 (5) 71. Karolina Pitoń +9:20,9 (2) |
| 14 stycznia | Sprint Raport IBU            | M   | 1. Lars Berger 23:55,1 (0) 2. Martin Fourcade +21,7 (0) 3. Iwan Czeriezow +23,8 (0)                | 4. Emil Hegle Svendsen 5. Tarjei Bø 6. Christoph Sumann 7. Michael Greis 8. Björn Ferry 9. Simon Hallenbarter 10. Tomáš Holubec               | 72. Krzysztof Pływaczyk +2:57,2 (2) 83. Łukasz Szczurek +3:41,1 (3) 85. Łukasz Witek +3:48,5 (1)                                                                          |
| 15 stycznia | Sprint Raport IBU            | K   | 1. Tora Berger 20:33,3 (0) 2. Andrea Henkel +1,1 (0) 3. Magdalena Neuner +15,8 (1)                 | 4. Olga Zajcewa 5. Marie-Laure Brunet 6. Anastasija Kuźmina 7. Anna Carin Zidek 8. Kaisa Mäkäräinen 9. Helena Ekholm 10. Ann Kristin Flatland | 55. Paulina Bobak +2:56,6 (0) 69. Magdalena Gwizdoń +3:22,2 (3) 93. Karolina Pitoń +5:45,3 (4) DNS Agnieszka Cyl                                                          |
| 16 stycznia | Bieg pościgowy Raport IBU    | M   | 1. Björn Ferry 31:56,6 (0) 2. Martin Fourcade +4,9 (2) 3. Michael Greis +6,9 (0)                   | 4. Tarjei Bø 5. Iwan Czeriezow 6. Lars Berger 7. Emil Hegle Svendsen 8. Simon Fourcade 9. Christoph Stephan 10. Andriej Makowiejew            | Polacy nie startowali |
| 16 stycznia | Bieg pościgowy Raport IBU    | K   | 1. Tora Berger 28:50,9 (1) 2. Andrea Henkel +37,7 (2) 3. Kaisa Mäkäräinen +59,3 (2)                | 4. Anna Carin Zidek 5. Olga Zajcewa 6. Helena Ekholm 7. Anastasija Kuźmina 8. Magdalena Neuner 9. Jekatierina Jurłowa 10. Swietłana Slepcowa  | 53. Paulina Bobak +5:55,5 (3) |

Klasyfikacje generalne po startach w Ruhpolding:
| Miejsce | Zawodnik             | Punkty |
| ------- | -------------------- | ------ |
| 1       | Tarjei Bø            | 572    |
| 2       | Emil Hegle Svendsen  | 533    |
| 3       | Martin Fourcade      | 397    |
| 4       | Michael Greis        | 393    |
| 5       | Ole Einar Bjørndalen | 362    |
| 6       | Björn Ferry          | 315    |
| 7       | Jewgienij Ustiugow   | 305    |
| 8       | Iwan Czeriezow       | 299    |
| 9       | Arnd Peiffer         | 296    |
| 10      | Simon Eder           | 279    |

| Miejsce | Zawodnik            | Punkty |
| ------- | ------------------- | ------ |
| 1       | Kaisa Mäkäräinen    | 541    |
| 2       | Helena Ekholm       | 499    |
| 3       | Andrea Henkel       | 454    |
| 4       | Marie-Laure Brunet  | 420    |
| 5       | Anna Carin Zidek    | 415    |
| 6       | Olga Zajcewa        | 391    |
| 7       | Wałentyna Semerenko | 373    |
| 8       | Magdalena Neuner    | 359    |
| 9       | Darja Domraczewa    | 357    |
| 10      | Teja Gregorin       | 347    |

### Puchar Świata w Anterselvie
| Data        | Konkurencja            | K/M | Zwycięzcy | Top 10 | Polacy |
| ----------- | ---------------------- | --- | --- | --- | --- |
| 20 stycznia | Sprint Raport IBU      | M   | 1. Anton Szypulin 23:36,2 (0) 2. Michael Greis +10,0 (0) 3. Lars Berger +20,5 (1) | 4. Simon Eder 5. Christian De Lorenzi 6. Carl Johan Bergman 7. Arnd Peiffer 8. Fredrik Lindström 9. Iwan Czeriezow 10. Christoph Sumann               | 50. Tomasz Sikora +1:46,6 (2) 62. Łukasz Szczurek +2:02,5 (1) 79. Krzysztof Pływaczyk +2:31,4 (1)                                                                         |
| 21 stycznia | Sprint Raport IBU      | K   | 1. Tora Berger 20:08,1 (0) 2. Anastasija Kuźmina +29,1 (1) 3. Olga Zajcewa +36,4 (1) | 4. Andrea Henkel 5. Selina Gasparin 6. Teja Gregorin 7. Natalia Gusiewa 8. Anna Bogalij-Titowiec 9. Eveli Saue 10. Jekatierina Jurłowa                | 32. Weronika Nowakowska-Ziemniak +1:47,1 (1) 45. Agnieszka Cyl +2:10,7 (3) 71. Magdalena Gwizdoń +2:55,9 (2) 79. Karolina Pitoń +3:17,9 (2) 80. Paulina Bobak +3:22,9 (3) |
| 22 stycznia | Sztafeta Raport IBU    | K   | 1. Rosja 1:11:14,7 (0+6) · (Slepcowa, Bogalij-Titowiec, Gusiewa, Zajcewa) · 2. Szwecja +57,1 (0+7) · (Jonsson, Zidek, Nilsson, Ekholm) · 3. Niemcy +2:20,1 (4+13) · (Buchholz, Hitzer, Gössner, Henkel) | 4. Białoruś · 5. Włochy · 6. Norwegia · 7 Kazachstan · 8. Ukraina · 9. Polska · 10. Finlandia                                                         | 9. Polska +3:58,8 (0+12) (Cyl, Nowakowska-Ziemniak, Gwizdoń, Bobak) |
| 22 stycznia | Bieg masowy Raport IBU | M   | 1. Martin Fourcade 35:33,4 (1) 2. Björn Ferry +17,2 (2) 3. Anton Szypulin +17,6 (2) | 4. Daniel Mesotitsch 5. Arnd Peiffer 6. Michael Greis 7. Ole Einar Bjørndalen 8. Simon Eder 9. Emil Hegle Svendsen 10. Vincent Jay                    | 17. Tomasz Sikora +1:31,2 (3) |
| 23 stycznia | Bieg masowy Raport IBU | K   | 1. Tora Berger 33:56,3 (2) 2. Marie-Laure Brunet +0,6 (1) 3. Darja Domraczewa +5,8 (0) | 4. Anastasija Kuźmina 5. Teja Gregorin 6. Magdalena Neuner 7. Ann Kristin Flatland 8. Selina Gasparin 9. Swietłana Slepcowa 10. Anna Bogalij-Titowiec | 18. Agnieszka Cyl +1:19,3 (2) |
| 23 stycznia | Sztafeta Raport IBU    | M   | 1. Niemcy 1:10:17,2 (0+7) · (Stephan, Böhm, Peiffer, Greis) · 2. Włochy +18,6 (0+9) · (de Lorenzi, Vuillermoz, Hofer, Windisch) · 3. Norwegia +28,2 (0+8) · (Svendsen, Bjørndalen, Os, Bø)              | 4. Rosja · 5. Austria · 6. Szwecja · 7. Francja · 8. Ukraina · 9. Stany Zjednoczone · 10. Szwajcaria                                                  | 19. Polska +7:21,3 (2+10) (Szczurek, Sikora, Pływaczyk, Witek) |

Klasyfikacje generalne po startach w Anterselvie:
| Miejsce | Zawodnik             | Punkty |
| ------- | -------------------- | ------ |
| 1       | Tarjei Bø            | 598    |
| 2       | Emil Hegle Svendsen  | 592    |
| 3       | Michael Greis        | 485    |
| 4       | Martin Fourcade      | 477    |
| 5       | Ole Einar Bjørndalen | 398    |
| 6       | Arnd Peiffer         | 372    |
| 7       | Björn Ferry          | 369    |
| 8       | Iwan Czeriezow       | 360    |
| 9       | Simon Eder           | 356    |
| 10      | Anton Szypulin       | 334    |

| Miejsce | Zawodnik            | Punkty |
| ------- | ------------------- | ------ |
| 1       | Kaisa Mäkäräinen    | 560    |
| 2       | Helena Ekholm       | 546    |
| 3       | Andrea Henkel       | 523    |
| 4       | Marie-Laure Brunet  | 497    |
| 5       | Olga Zajcewa        | 460    |
| 6       | Anna Carin Zidek    | 459    |
| 7       | Tora Berger         | 452    |
| 8       | Anastasija Kuźmina  | 441    |
| 9       | Teja Gregorin       | 425    |
| 10      | Wałentyna Semerenko | 423    |

### Puchar Świata w Presque Isle
| Data     | Konkurencja                  | K/M | Zwycięzcy | Top 10 | Polacy                                                                                            |
| -------- | ---------------------------- | --- | --- | --- | ------------------------------------------------------------------------------------------------- |
| 4 lutego | Sprint Raport IBU            | M   | 1. Arnd Peiffer 25:28,8 (0) 2. Martin Fourcade +15,9 (1) 3. Iwan Czeriezow +36,4 (0)                                                                                                 | 4. Tarjei Bø 5. Carl Johan Bergman 6. Markus Windisch 7. Christoph Stephan 8. Lukas Hofer 9. Alexis Bœuf 10. Serhij Sedniew       | 18. Tomasz Sikora +1:42,0 (1) 55. Łukasz Szczurek +3:03,9 (1) 72. Krzysztof Pływaczyk +4:45,6 (3) |
| 4 lutego | Sprint Raport IBU            | K   | 1. Helena Ekholm 20:38,7 (0) 2. Tora Berger +8,8 (1) 3. Wałentyna Semerenko +19,4 (0)                                                                                                | 4. Michela Ponza 5. Marie Dorin 6. Agnieszka Cyl 6. Magdalena Neuner 8. Sophie Boilley 9. Kaisa Mäkäräinen 10. Swietłana Slepcowa | 6. Agnieszka Cyl +35,7 (0) DNS Weronika Nowakowska-Ziemniak                                       |
| 5 lutego | Sztafeta mieszana Raport IBU | K/M | 1. Niemcy 1:13:31,6 (0+11) · (Hitzer, Neuner, Wolf, Böhm) · 2. Francja +27,9 (0+7) · (Brunet, Boilley, Jay, Bœuf) · 3. Rosja +1:01,4 (0+13) · (Slepcowa, Gusiewa, Czeriezow, Czudow) | 4. Włochy · 5. Słowenia · 6. Szwecja · 7. Stany Zjednoczone · 8. Polska · 9. Finlandia · 10. Norwegia                             | 8. Polska +3:12,2 (1+15) (Cyl, Nowakowska-Ziemniak, Sikora, Szczurek)                             |
| 6 lutego | Bieg pościgowy Raport IBU    | M   | 1. Alexis Bœuf 36:02,4 (2) 2. Iwan Czeriezow +10,3 (4) 3. Carl Johan Bergman +14,3 (3)                                                                                               | 4. Arnd Peiffer 5. Maksim Czudow 6. Tarjei Bø 7. Martin Fourcade 8. Lukas Hofer 9. Andreas Birnbacher 10. Henrik L’Abée-Lund      | 17. Tomasz Sikora +2:24,2 (4) 46. Łukasz Szczurek +5:43,0 (5)                                     |
| 6 lutego | Bieg pościgowy Raport IBU    | K   | 1. Tora Berger 35:12,1 (4) 2. Marie Dorin +30,7 (3) 3. Darja Domraczewa +1:11,2 (5)                                                                                                  | 4. Magdalena Neuner 5. Andrea Henkel 6. Kaisa Mäkäräinen 7. Sophie Boilley 8. Andreja Mali 9. Michela Ponza 10. Helena Ekholm     | 11. Agnieszka Cyl +2:39,1 (5)                                                                     |

Klasyfikacje generalne po startach w Presque Isle:
| Miejsce | Zawodnik             | Punkty |
| ------- | -------------------- | ------ |
| 1       | Tarjei Bø            | 679    |
| 2       | Emil Hegle Svendsen  | 592    |
| 3       | Martin Fourcade      | 567    |
| 4       | Michael Greis        | 485    |
| 5       | Arnd Peiffer         | 475    |
| 6       | Iwan Czeriezow       | 462    |
| 7       | Ole Einar Bjørndalen | 398    |
| 8       | Lukas Hofer          | 372    |
| 9       | Björn Ferry          | 369    |
| 10      | Simon Eder           | 356    |

| Miejsce | Zawodnik            | Punkty |
| ------- | ------------------- | ------ |
| 1       | Helena Ekholm       | 637    |
| 2       | Kaisa Mäkäräinen    | 630    |
| 3       | Andrea Henkel       | 579    |
| 4       | Tora Berger         | 566    |
| 5       | Marie-Laure Brunet  | 528    |
| 6       | Anna Carin Zidek    | 500    |
| 7       | Wałentyna Semerenko | 499    |
| 8       | Darja Domraceawa    | 483    |
| 9       | Magdalena Neuner    | 478    |
| 10      | Olga Zajcewa        | 460    |

### Puchar Świata w Fort Kent
| Data      | Konkurencja               | K/M | Zwycięzcy                                                                                | Top 10 | Polacy                                                                                |
| --------- | ------------------------- | --- | ---------------------------------------------------------------------------------------- | --- | ------------------------------------------------------------------------------------- |
| 10 lutego | Sprint Raport IBU         | M   | 1. Emil Hegle Svendsen 24:51,4 (1) 2. Michal Šlesingr +7,2 (0) 3. Tarjei Bø +9,3 (0)     | 4. Martin Fourcade 5. Daniel Böhm 6. Jakov Fak 7. Iwan Czeriezow 8. Serhij Sedniew 9. Michael Greis 10. Julian Eberhard               | 42. Tomasz Sikora +2:01,0 (3) 54. Łukasz Szczurek +2:31,8 (2) DNF Krzysztof Pływaczyk |
| 11 lutego | Sprint Raport IBU         | K   | 1. Andrea Henkel 23:20,0 (0) 2. Miriam Gössner +10,9 (2) 3. Magdalena Neuner +15,8 (2)   | 4. Tora Berger 5. Teja Gregorin 6. Darja Domraczewa 7. Marie Dorin 8. Kaisa Mäkäräinen 9. Inna Suprun 10. Nadieżda Skardino           | 25. Weronika Nowakowska-Ziemniak +1:57,2 (0) 32. Agnieszka Cyl +2:11,4 (3)            |
| 12 lutego | Bieg pościgowy Raport IBU | M   | 1. Emil Hegle Svendsen 35:46,0 (1) 2. Martin Fourcade +0,0 (1) 3. Tarjei Bø +1:17,5 (3)  | 4. Michal Šlesingr 5. Carl Johan Bergman 6. Christoph Sumann 7. Andreas Birnbacher 8. Iwan Czeriezow 9. Alexander Os 10. Klemen Bauer | 13. Tomasz Sikora +2:40,1 (1) 52. Łukasz Szczurek +7:12,2 (5)                         |
| 12 lutego | Bieg pościgowy Raport IBU | K   | 1. Andrea Henkel 31:09,1 (1) 2. Magdalena Neuner +24,8 (3) 3. Marie Dorin +56,3 (0)      | 4. Tora Berger 5. Kaisa Mäkäräinen 6. Kathrin Hitzer 7. Teja Gregorin 8. Darja Domraczewa 9. Jekatierina Głazyrina 10. Miriam Gössner | 14. Agnieszka Cyl +2:53,0 (1) 37. Weronika Nowakowska-Ziemniak +6:31,1 (5)            |
| 13 lutego | Bieg masowy Raport IBU    | M   | 1. Martin Fourcade 39:48,9 (2) 2. Tomasz Sikora +3,1 (0) 3. Tarjei Bø +4,7 (2)           | 4. Andreas Birnbacher 5. Alexander Os 6. Emil Hegle Svendsen 7. Fredrik Lindström 8. Lukas Hofer 9. Lowell Bailey 10. Serhij Sedniew  | 2. Tomasz Sikora +3,1 (0)                                                             |
| 13 lutego | Bieg masowy Raport IBU    | K   | 1. Magdalena Neuner 39:30,6 (1) 2. Andrea Henkel +23,6 (1) 3. Darja Domraczewa +28,7 (1) | 4. Tora Berger 5. Kaisa Mäkäräinen 6. Helena Ekholm 7. Kathrin Hitzer 8. Sabrina Buchholz 9. Marie Dorin 10. Wałentyna Semerenko      | 11. Agnieszka Cyl +2:04,4 (2)                                                         |

Klasyfikacje generalne po startach w Fort Kent:
| Miejsce | Zawodnik            | Punkty |
| ------- | ------------------- | ------ |
| 1       | Tarjei Bø           | 823    |
| 2       | Emil Hegle Svendsen | 750    |
| 3       | Martin Fourcade     | 724    |
| 4       | Iwan Czeriezow      | 532    |
| 5       | Michael Greis       | 517    |
| 6       | Arnd Peiffer        | 475    |
| 7       | Carl Johan Bergman  | 438    |
| 8       | Lukas Hofer         | 429    |
| 9       | Serhij Sedniew      | 419    |
| 10      | Michal Šlesingr     | 417    |

| Miejsce | Zawodnik            | Punkty |
| ------- | ------------------- | ------ |
| 1       | Andrea Henkel       | 753    |
| 2       | Kaisa Mäkäräinen    | 744    |
| 3       | Helena Ekholm       | 723    |
| 4       | Tora Berger         | 695    |
| 5       | Magdalena Neuner    | 640    |
| 6       | Darja Domraczewa    | 603    |
| 7       | Anna Carin Zidek    | 586    |
| 8       | Marie-Laure Brunet  | 585    |
| 9       | Teja Gregorin       | 556    |
| 10      | Wałentyna Semerenko | 554    |

### Mistrzostwa Świata w Chanty-Mansyjsku
| Data     | Konkurencja                  | K/M | Zwycięzcy | Top 10 | Polacy |
| -------- | ---------------------------- | --- | --- | --- | --- |
| 3 marca  | Sztafeta mieszana Raport IBU | K/M | 1. Norwegia 1:14:22,5 (0+7) · (Berger, Flatland, Bjørndalen, Bø) · 2. Niemcy +22,9 (0+8) · (Henkel, Neuner, Peiffer, Greis) · 3. Francja +1:16,2 (0+8) · (Brunet, Dorin, Boeuf, M. Fourcade)                              | 4. Szwecja · 5. Włochy · 6. Rosja · 7. Austria · 8. Ukraina · 9. Finlandia · 10. Białoruś                                                       | 17. Polska +7:05,4 (1+9) (Cyl, Gwizdoń, Pływaczyk, Kobus)                                                                        |
| 4 marca  | Sprint Raport IBU            | M   | 1. Arnd Peiffer 24:34,0 (1) 2. Martin Fourcade +13,0 (2) 3. Tarjei Bø +25,2 (1) | 4. Andriej Makowiejew 5. Emil Hegle Svendsen 6. Andreas Birnbacher 7. Christoph Stephan 8. Edgars Piksons 9. Michael Greis 10. Andrij Deryzemla | 84. Krzysztof Pływaczyk +3:41,5 (3) 93. Łukasz Szczurek +4:09,6 (3) 97. Mirosław Kobus +4:32,4 (4) 98. Grzegorz Bril +4:36,9 (4) |
| 5 marca  | Sprint Raport IBU            | K   | 1. Magdalena Neuner 20:31,2 (0) 2. Kaisa Mäkäräinen +12,2 (0) 3. Anastasija Kuźmina +40,0 (1) | 4. Olga Zajcewa 5. Helena Ekholm 6. Jekatierina Jurłowa 7. Tora Berger 8. Marie Dorin 9. Miriam Gössner 10. Wałentyna Semerenko                 | 13. Agnieszka Cyl +1:46,6 (0) 32. Magdalena Gwizdoń +2:49,0 (1) 69. Monika Hojnisz +4:17,5 (3) 76. Paulina Bobak +4:44,0 (2)     |
| 6 marca  | Bieg pościgowy Raport IBU    | M   | 1. Martin Fourcade 33:02,6 (3) 2. Emil Hegle Svendsen +3,8 (2) 3. Tarjei Bø +5,2 (2) | 4. Arnd Peiffer 5. Andreas Birnbacher 6. Simon Fourcade 7. Andrij Deryzemla 8. Michal Šlesingr 9. Lukas Hofer 10. Björn Ferry                   | Polacy nie startowali |
| 6 marca  | Bieg pościgowy Raport IBU    | K   | 1. Kaisa Mäkäräinen 30:00,1 (0) 2. Magdalena Neuner +21,6 (2) 3. Helena Ekholm +1:43,6 (0) | 4. Andrea Henkel 5. Tora Berger 6. Anastasija Kuźmina 7. Miriam Gössner 8. Jana Gereková 9. Dorothea Wierer 10. Jekatierina Jurłowa             | 27. Agnieszka Cyl +5:11,3 (5) 32. Magdalena Gwizdoń +6:07,1 (2)                                                                  |
| 8 marca  | Bieg indywidualny Raport IBU | M   | 1. Tarjei Bø 48:29,9 (1) 2. Maksim Maksimow +40,0 (0) 3. Christoph Sumann +45,5 (1) | 4. Emil Hegle Svendsen 5. Björn Ferry 6. Ole Einar Bjørndalen 7. Michael Greis 8. Andreas Birnbacher 9. Maksim Czudow 10. Martin Fourcade       | 52. Grzegorz Bril +5:38,3 (2) 66. Mirosław Kobus +6:39,2 (2) 68. Krzysztof Pływaczyk +7:08,3 (3) 72. Łukasz Szczurek +7:32,7 (2) |
| 9 marca  | Bieg indywidualny Raport IBU | K   | 1. Helena Ekholm 47:08,3 (0) 2. Tina Bachmann +2:15,8 (2) 3. Wita Semerenko +2:52,1 (3) | 4. Nadzieja Skardzina 5. Magdalena Neuner 6. Marie Dorin 7. Jekatierina Jurłowa 8. Veronika Vítková 9. Anastasija Kuźmina 10. Tora Berger       | 22. Agnieszka Cyl +5:55,8 (3) 23. Paulina Bobak +6:10,2 (2) 60. Monika Hojnisz +10:50,4 (5) 74. Magdalena Gwizdoń +13:04,5 (9)   |
| 11 marca | Sztafeta Raport IBU          | M   | 1. Norwegia 1:16:13,9 (0+2 2+8) · (Bjørndalen, Os, Svendsen, Bø) · 2. Rosja +13,4 (0+5 0+3) · (Szypulin, Ustiugow, Maksimow, Czeriezow) · 3. Ukraina +28,0 (0+4 0+6) · (Biłanenko, Deryzemla, Semenow, Sedniew)           | 4. Szwecja · 5. Włochy · 6. Stany Zjednoczone · 7. Niemcy · 8. Słowenia · 9. Austria · 10. Czechy                                               | 21. Polska +6:14,4 (0+2 0+7) (Kobus, Szczurek, Bril, Pływaczyk)                                                                  |
| 12 marca | Bieg masowy Raport IBU       | K   | 1. Magdalena Neuner 36:48,5 (4) 2. Darja Domraczewa +4,8 (3) 3. Tora Berger +14,0 (3) | 4. Kaisa Mäkäräinen 5. Teja Gregorin 6. Olga Zajcewa 7. Helena Ekholm 8. Marie Dorin 9. Marie-Laure Brunet 10. Anastasija Kuźmina               | 19. Agnieszka Cyl +2:01,7 (2) |
| 12 marca | Bieg masowy Raport IBU       | M   | 1. Emil Hegle Svendsen 38:42,7 (1) 2. Jewgienij Ustiugow +5,0 (0) 3. Lukas Hofer +14,3 (1) | 4. Tarjei Bø 5. Iwan Czeriezow 6. Ole Einar Bjørndalen 7. Andriej Makowiejew 8. Arnd Peiffer 9. Simon Eder 10. Martin Fourcade                  | Polacy nie startowali |
| 13 marca | Sztafeta Raport IBU          | K   | 1. Niemcy 1:13:31,1 (0+7 2+6) · (Henkel, Gössner, Bachmann, Neuner) · 2. Ukraina+24,5 (0+0 0+4) · (Wa. Semerenko, Wi. Semerenko, Pidhruszna, Chwostenko) · 3. Francja +47,2 (0+6 0+3) · (Bescond, Brunet, Boilley, Dorin) | 4. Białoruś · 5. Włochy · 6. Norwegia · 7. Szwecja · 8. Słowacja · 9. Rosja · 10. Polska                                                        | 10. Polska +4:55,5 (0+4 0+5) (Bobak, Gwizdoń, Hojnisz, Cyl)                                                                      |

Klasyfikacje generalne po startach w Chanty-Mansyjsku:
| Miejsce | Zawodnik             | Punkty |
| ------- | -------------------- | ------ |
| 1       | Tarjei Bø            | 1022   |
| 2       | Emil Hegle Svendsen  | 947    |
| 3       | Martin Fourcade      | 900    |
| 4       | Arnd Peiffer         | 638    |
| 5       | Iwan Czeriezow       | 636    |
| 6       | Michael Greis        | 636    |
| 7       | Lukas Hofer          | 548    |
| 8       | Michal Šlesingr      | 524    |
| 9       | Ole Einar Bjørndalen | 510    |
| 10      | Simon Eder           | 497    |

| Miejsce | Zawodnik            | Punkty |
| ------- | ------------------- | ------ |
| 1       | Kaisa Mäkäräinen    | 914    |
| 2       | Helena Ekholm       | 907    |
| 3       | Magdalena Neuner    | 854    |
| 4       | Tora Berger         | 850    |
| 5       | Andrea Henkel       | 845    |
| 6       | Darja Domraczewa    | 700    |
| 7       | Anna Carin Zidek    | 667    |
| 8       | Wałentyna Semerenko | 657    |
| 9       | Teja Gregorin       | 657    |
| 10      | Marie Dorin         | 654    |

### Puchar Świata w Oslo/Holmenkollen
| Data     | Konkurencja               | K/M | Zwycięzcy                                                                                           | Top 10 | Polacy                |
| -------- | ------------------------- | --- | --------------------------------------------------------------------------------------------------- | --- | --------------------- |
| 17 marca | Sprint Raport IBU         | K   | 1. Magdalena Neuner 21:04,6 (1) 2. Tora Berger +31,3 (1) 3. Darja Domraczewa +46,1 (2)              | 4. Anastasija Kuźmina 5. Wita Semerenko 6. Natalja Gusiewa 7. Andrea Henkel 8. Kathrin Hitzer 9. Fanny Welle-Strand Horn 10. Jewgienija Siedowa | Polki nie startowały  |
| 17 marca | Sprint Raport IBU         | M   | 1. Andreas Birnbacher 26:14,6 (0) 2. Björn Ferry +10,2 (0) 3. Alexander Wolf +44,0 (0)              | 4. Serhij Semenow 5. Fredrik Lindström 6. Emil Hegle Svendsen 7. Christoph Sumann 8. Arnd Peiffer 9. Daniel Mesotitsch 10. Lars Berger          | Polacy nie startowali |
| 19 marca | Bieg pościgowy Raport IBU | K   | 1. Anastasija Kuźmina 33:42,5 (3) 2. Darja Domraczewa +23,1 (5) 3. Andrea Henkel +27,6 (3)          | 4. Kaisa Mäkäräinen 5. Jekatierina Jurłowa 6. Miriam Gössner 7. Selina Gasparin 8. Tora Berger 9. Swietłana Slepcowa 10. Wita Semerenko         | Polki nie startowały. |
| 19 marca | Bieg pościgowy Raport IBU | M   | 1. Emil Hegle Svendsen 32:59,2 (3) 2. Tarjei Bø +0,6 (1) 3. Martin Fourcade +7,3 (1)                | 4. Björn Ferry 5. Fredrik Lindström 6. Lars Berger 7. Simon Eder 8. Michael Greis 9. Jewgienij Ustiugow 10. Anton Szypulin                      | Polacy nie startowali |
| 20 marca | Bieg masowy Raport IBU    | K   | 1. Darja Domraczewa 2. Anna Bogalij-Titowiec 3. Olga Zajcewa                                        | 4. Andrea Henkel 5. Swietłana Slepcowa 6. Magdalena Neuner 7. Natalja Sorokina 8. Helena Ekholm 9. Kathrin Hitzer 10. Wita Semerenko            | Polki nie startowały. |
| 20 marca | Bieg masowy Raport IBU    | M   | 1. Emil Hegle Svendsen 39:07,6 (2) 2. Jewgienij Ustiugow +0,4 (1) 3. Ole Einar Bjørndalen +10,0 (1) | 4. Christoph Sumann 5. Arnd Peiffer 6. Björn Ferry 7. Martin Fourcade 8. Tarjei Bø 9. Christoph Stephan 10. Florian Graf                        | Polacy nie startowali |

Klasyfikacje generalne po startach w Oslo/Holmenkollen:
| Miejsce | Zawodnik             | Punkty |
| ------- | -------------------- | ------ |
| 1       | Tarjei Bø            | 1110   |
| 2       | Emil Hegle Svendsen  | 1105   |
| 3       | Martin Fourcade      | 990    |
| 4       | Arnd Peiffer         | 735    |
| 5       | Iwan Czeriezow       | 711    |
| 6       | Michael Greis        | 707    |
| 7       | Björn Ferry          | 607    |
| 8       | Christoph Sumann     | 594    |
| 9       | Michal Šlesingr      | 592    |
| 10      | Ole Einar Bjørndalen | 586    |

| Miejsce | Zawodnik           | Punkty |
| ------- | ------------------ | ------ |
| 1       | Kaisa Mäkäräinen   | 1005   |
| 2       | Andrea Henkel      | 972    |
| 3       | Helena Ekholm      | 971    |
| 4       | Tora Berger        | 963    |
| 5       | Magdalena Neuner   | 952    |
| 6       | Darja Domraczewa   | 862    |
| 7       | Marie Dorin        | 726    |
| 8       | Teja Gregorin      | 722    |
| 9       | Anastasija Kuźmina | 708    |
| 10      | Anna Carin Zidek   | 703    |

## Wyniki zbiorcze

### Mężczyźni
| Östersund, 1,12,2010 – 5,12,2010 | Östersund, 1,12,2010 – 5,12,2010 | Östersund, 1,12,2010 – 5,12,2010 | Östersund, 1,12,2010 – 5,12,2010 | Östersund, 1,12,2010 – 5,12,2010 |
| Data                             | Konkurencja                      | miejsce                          | miejsce                          | miejsce                          |
| -------------------------------- | -------------------------------- | -------------------------------- | -------------------------------- | -------------------------------- |
| 2 grudnia 2010                   | Bieg indywidualny (20 km)        | Emil Hegle Svendsen              | Ole Einar Bjørndalen             | Martin Fourcade                  |
| 4 grudnia 2010                   | Sprint (10 km)                   | Emil Hegle Svendsen              | Ole Einar Bjørndalen             | Martin Fourcade                  |
| 5 grudnia 2010                   | Bieg pościgowy (12,5 km)         | Ole Einar Bjørndalen             | Emil Hegle Svendsen              | Jakov Fak                        |

| Hochfilzen, 10,12,2010 – 12,12,2010 | Hochfilzen, 10,12,2010 – 12,12,2010 | Hochfilzen, 10,12,2010 – 12,12,2010                                            | Hochfilzen, 10,12,2010 – 12,12,2010                                                   | Hochfilzen, 10,12,2010 – 12,12,2010                                          |
| Data                                | Konkurencja                         | miejsce                                                                        | miejsce                                                                               | miejsce                                                                      |
| ----------------------------------- | ----------------------------------- | ------------------------------------------------------------------------------ | ------------------------------------------------------------------------------------- | ---------------------------------------------------------------------------- |
| 10 grudnia 2010                     | Sprint (10 km)                      | Tarjei Bø                                                                      | Serhij Sedniew                                                                        | Alexis Bœuf                                                                  |
| 11 grudnia 2010                     | Bieg pościgowy (12,5 km)            | Tarjei Bø                                                                      | Simon Eder                                                                            | Iwan Czeriezow                                                               |
| 12 grudnia 2010                     | Sztafeta (4 × 7,5 km)               | Norwegia Alexander Os · Ole Einar Bjørndalen · Emil Hegle Svendsen · Tarjei Bø | Austria Daniel Mesotitsch · Tobias Eberhard · Christoph Sumann · Dominik Landertinger | Francja Vincent Jay · Jean-Guillaume Béatrix · Loïs Habert · Martin Fourcade |

| Pokljuka, 16,12,2010 – 19,12,2010 | Pokljuka, 16,12,2010 – 19,12,2010 | Pokljuka, 16,12,2010 – 19,12,2010 | Pokljuka, 16,12,2010 – 19,12,2010 | Pokljuka, 16,12,2010 – 19,12,2010 |
| Data                              | Konkurencja                       | miejsce                           | miejsce                           | miejsce                           |
| --------------------------------- | --------------------------------- | --------------------------------- | --------------------------------- | --------------------------------- |
| 16 grudnia 2010                   | Bieg indywidualny (20 km)         | Daniel Mesotitsch                 | Benjamin Weger                    | Serhij Sedniew                    |
| 18 grudnia 2010                   | Sprint (10 km)                    | Björn Ferry                       | Tarjei Bø                         | Michael Greis                     |

| Oberhof, 5,01,2011 – 9,01,2011 | Oberhof, 5,01,2011 – 9,01,2011 | Oberhof, 5,01,2011 – 9,01,2011                                           | Oberhof, 5,01,2011 – 9,01,2011                                           | Oberhof, 5,01,2011 – 9,01,2011                                               |
| Data                           | Konkurencja                    | miejsce                                                                  | miejsce                                                                  | miejsce                                                                      |
| ------------------------------ | ------------------------------ | ------------------------------------------------------------------------ | ------------------------------------------------------------------------ | ---------------------------------------------------------------------------- |
| 5 stycznia 2011                | Sztafeta (4 × 7,5 km)          | Niemcy Christoph Stephan · Alexander Wolf · Arnd Peiffer · Michael Greis | Czechy Zdeněk Vítek · Jaroslav Soukup · Ondřej Moravec · Michal Šlesingr | Norwegia Alexander Os · Lars Berger · Rune Brattsveen · Ole Einar Bjørndalen |
| 7 stycznia 2011                | Sprint (10 km)                 | Tarjei Bø                                                                | Arnd Peiffer                                                             | Michal Šlesingr                                                              |
| 9 stycznia 2011                | Bieg masowy (15 km)            | Tarjei Bø                                                                | Emil Hegle Svendsen                                                      | Iwan Czeriezow                                                               |

| Ruhpolding, 12,01,2011 – 16,01,2011 | Ruhpolding, 12,01,2011 – 16,01,2011 | Ruhpolding, 12,01,2011 – 16,01,2011 | Ruhpolding, 12,01,2011 – 16,01,2011 | Ruhpolding, 12,01,2011 – 16,01,2011 |
| Data                                | Konkurencja                         | miejsce                             | miejsce                             | miejsce                             |
| ----------------------------------- | ----------------------------------- | ----------------------------------- | ----------------------------------- | ----------------------------------- |
| 12 stycznia 2011                    | Bieg indywidualny (20 km)           | Emil Hegle Svendsen                 | Martin Fourcade                     | Dominik Landertinger                |
| 15 stycznia 2011                    | Sprint (10 km)                      | Lars Berger                         | Martin Fourcade                     | Iwan Czeriezow                      |
| 16 stycznia 2011                    | Bieg pościgowy (12,5 km)            | Björn Ferry                         | Martin Fourcade                     | Michael Greis                       |

| Anterselva, 20,01,2011 – 23,01,2011 | Anterselva, 20,01,2011 – 23,01,2011 | Anterselva, 20,01,2011 – 23,01,2011                                   | Anterselva, 20,01,2011 – 23,01,2011                                                   | Anterselva, 20,01,2011 – 23,01,2011                                            |
| Data                                | Konkurencja                         | miejsce                                                               | miejsce                                                                               | miejsce                                                                        |
| ----------------------------------- | ----------------------------------- | --------------------------------------------------------------------- | ------------------------------------------------------------------------------------- | ------------------------------------------------------------------------------ |
| 20 stycznia 2011                    | Sprint (10 km)                      | Anton Szypulin                                                        | Michael Greis                                                                         | Lars Berger                                                                    |
| 22 stycznia 2011                    | Bieg masowy (15 km)                 | Martin Fourcade                                                       | Björn Ferry                                                                           | Anton Szypulin                                                                 |
| 23 stycznia 2011                    | Sztafeta (4 × 7,5 km)               | Niemcy Christoph Stephan · Daniel Böhm · Arnd Peiffer · Michael Greis | Włochy Christian De Lorenzi · Rene Laurent Vuillermoz · Lukas Hofer · Markus Windisch | Norwegia Emil Hegle Svendsen · Ole Einar Bjørndalen · Alexander Os · Tarjei Bø |

| Presque Isle, 4,02,2011 – 6,02,2011 | Presque Isle, 4,02,2011 – 6,02,2011 | Presque Isle, 4,02,2011 – 6,02,2011 | Presque Isle, 4,02,2011 – 6,02,2011 | Presque Isle, 4,02,2011 – 6,02,2011 |
| Data                                | Konkurencja                         | miejsce                             | miejsce                             | miejsce                             |
| ----------------------------------- | ----------------------------------- | ----------------------------------- | ----------------------------------- | ----------------------------------- |
| 4 lutego 2011                       | Sprint (10 km)                      | Arnd Peiffer                        | Martin Fourcade                     | Iwan Czeriezow                      |
| 6 lutego 2011                       | Bieg pościgowy (12,5 km)            | Alexis Bœuf                         | Iwan Czeriezow                      | Carl Johan Bergman                  |

| Fort Kent, 10,02,2011 – 13,02,2011 | Fort Kent, 10,02,2011 – 13,02,2011 | Fort Kent, 10,02,2011 – 13,02,2011 | Fort Kent, 10,02,2011 – 13,02,2011 | Fort Kent, 10,02,2011 – 13,02,2011 |
| Data                               | Konkurencja                        | miejsce                            | miejsce                            | miejsce                            |
| ---------------------------------- | ---------------------------------- | ---------------------------------- | ---------------------------------- | ---------------------------------- |
| 10 lutego 2011                     | Sprint (10 km)                     | Emil Hegle Svendsen                | Michal Šlesingr                    | Tarjei Bø                          |
| 12 lutego 2011                     | Bieg pościgowy (12,5 km)           | Emil Hegle Svendsen                | Martin Fourcade                    | Tarjei Bø                          |
| 13 lutego 2011                     | Bieg masowy (15 km)                | Martin Fourcade                    | Tomasz Sikora                      | Tarjei Bø                          |

| Chanty-Mansyjsk, 3,03,2011 – 13,03,2011 | Chanty-Mansyjsk, 3,03,2011 – 13,03,2011 | Chanty-Mansyjsk, 3,03,2011 – 13,03,2011                                        | Chanty-Mansyjsk, 3,03,2011 – 13,03,2011                                      | Chanty-Mansyjsk, 3,03,2011 – 13,03,2011                                          |
| Data                                    | Konkurencja                             | miejsce                                                                        | miejsce                                                                      | miejsce                                                                          |
| --------------------------------------- | --------------------------------------- | ------------------------------------------------------------------------------ | ---------------------------------------------------------------------------- | -------------------------------------------------------------------------------- |
| 4 marca 2011                            | Sprint (10 km)                          | Arnd Peiffer                                                                   | Martin Fourcade                                                              | Tarjei Bø                                                                        |
| 6 marca 2011                            | Bieg pościgowy (12,5 km)                | Martin Fourcade                                                                | Emil Hegle Svendsen                                                          | Tarjei Bø                                                                        |
| 8 marca 2011                            | Bieg indywidualny (20 km)               | Tarjei Bø                                                                      | Maksim Maksimow                                                              | Christoph Sumann                                                                 |
| 11 marca 2011                           | Sztafeta (4 × 7,5 km)                   | Norwegia Ole Einar Bjørndalen · Alexander Os · Emil Hegle Svendsen · Tarjei Bø | Rosja Anton Szypulin · Jewgienij Ustiugow · Maksim Maksimow · Iwan Czeriezow | Ukraina Ołeksandr Biłanenko · Andrij Deryzemla · Serhij Semenow · Serhij Sedniew |
| 12 marca 2011                           | Bieg masowy (15 km)                     | Emil Hegle Svendsen                                                            | Jewgienij Ustiugow                                                           | Lukas Hofer                                                                      |

| Oslo/Holmenkollen, 17,03,2011 – 20,03,2011 | Oslo/Holmenkollen, 17,03,2011 – 20,03,2011 | Oslo/Holmenkollen, 17,03,2011 – 20,03,2011 | Oslo/Holmenkollen, 17,03,2011 – 20,03,2011 | Oslo/Holmenkollen, 17,03,2011 – 20,03,2011 |
| Data                                       | Konkurencja                                | miejsce                                    | miejsce                                    | miejsce                                    |
| ------------------------------------------ | ------------------------------------------ | ------------------------------------------ | ------------------------------------------ | ------------------------------------------ |
| 17 marca 2011                              | Sprint (10 km)                             | Andreas Birnbacher                         | Björn Ferry                                | Alexander Wolf                             |
| 19 marca 2011                              | Bieg pościgowy (12,5 km)                   | Emil Hegle Svendsen                        | Tarjei Bø                                  | Martin Fourcade                            |
| 20 marca 2011                              | Bieg masowy (15 km)                        | Emil Hegle Svendsen                        | Jewgienij Ustiugow                         | Ole Einar Bjørndalen                       |

### Kobiety
| 1. Östersund, 1,12,2010 – 5,12,2010 | 1. Östersund, 1,12,2010 – 5,12,2010 | 1. Östersund, 1,12,2010 – 5,12,2010 | 1. Östersund, 1,12,2010 – 5,12,2010 | 1. Östersund, 1,12,2010 – 5,12,2010 |
| Data                                | Konkurencja                         | miejsce                             | miejsce                             | miejsce                             |
| ----------------------------------- | ----------------------------------- | ----------------------------------- | ----------------------------------- | ----------------------------------- |
| 1 grudnia 2010                      | Bieg indywidualny (15 km)           | Anna Carin Zidek                    | Marie-Laure Brunet                  | Helena Ekholm                       |
| 3 grudnia 2010                      | Sprint (7,5 km)                     | Kaisa Mäkäräinen                    | Miriam Gössner                      | Darja Domraczewa                    |
| 5 grudnia 2010                      | Bieg pościgowy (10 km)              | Kaisa Mäkäräinen                    | Miriam Gössner                      | Helena Ekholm                       |

| Hochfilzen, 10,12,2010 – 12,12,2010 | Hochfilzen, 10,12,2010 – 12,12,2010 | Hochfilzen, 10,12,2010 – 12,12,2010                                         | Hochfilzen, 10,12,2010 – 12,12,2010                                                 | Hochfilzen, 10,12,2010 – 12,12,2010                                                      |
| Data                                | Konkurencja                         | miejsce                                                                     | miejsce                                                                             | miejsce                                                                                  |
| ----------------------------------- | ----------------------------------- | --------------------------------------------------------------------------- | ----------------------------------------------------------------------------------- | ---------------------------------------------------------------------------------------- |
| 10 grudnia 2010                     | Sprint (7,5 km)                     | Anastasija Kuźmina                                                          | Darja Domraczewa                                                                    | Kaisa Mäkäräinen                                                                         |
| 11 grudnia 2010                     | Sztafeta (4 × 6 km)                 | Niemcy Kathrin Hitzer · Magdalena Neuner · Sabrina Buchholz · Andrea Henkel | Ukraina Oksana Chwostenko · Ołena Pidhruszna · Wita Semerenko · Wałentyna Semerenko | Norwegia Synnøve Solemdal · Ann Kristin Flatland · Fanny Welle-Strand Horn · Tora Berger |
| 12 grudnia 2010                     | Bieg pościgowy (10 km)              | Helena Ekholm                                                               | Kaisa Mäkäräinen                                                                    | Darja Domraczewa                                                                         |

| Pokljuka, 16,12,2010 – 19,12,2010 | Pokljuka, 16,12,2010 – 19,12,2010 | Pokljuka, 16,12,2010 – 19,12,2010 | Pokljuka, 16,12,2010 – 19,12,2010 | Pokljuka, 16,12,2010 – 19,12,2010 |
| Data                              | Konkurencja                       | miejsce                           | miejsce                           | miejsce                           |
| --------------------------------- | --------------------------------- | --------------------------------- | --------------------------------- | --------------------------------- |
| 16 grudnia 2010                   | Bieg indywidualny (15 km)         | Tora Berger                       | Kaisa Mäkäräinen                  | Marie-Laure Brunet                |
| 18 grudnia 2010                   | Sprint (7,5 km)                   | Magdalena Neuner                  | Anastasija Kuźmina                | Kaisa Mäkäräinen Olga Zajcewa     |

| Oberhof, 5,01,2011 – 9,01,2011 | Oberhof, 5,01,2011 – 9,01,2011 | Oberhof, 5,01,2011 – 9,01,2011                                                | Oberhof, 5,01,2011 – 9,01,2011                                              | Oberhof, 5,01,2011 – 9,01,2011                                                          |
| Data                           | Konkurencja                    | miejsce                                                                       | miejsce                                                                     | miejsce                                                                                 |
| ------------------------------ | ------------------------------ | ----------------------------------------------------------------------------- | --------------------------------------------------------------------------- | --------------------------------------------------------------------------------------- |
| 6 stycznia 2011                | Sztafeta (4 × 6 km)            | Szwecja Jenny Jonsson · Anna Carin Zidek · Anna Maria Nilsson · Helena Ekholm | Francja Anaïs Bescond · Marie Dorin · Pauline Macabies · Marie-Laure Brunet | Białoruś Nadzieja Skardzina · Darja Domraczewa · Nadieżda Pisariewa · Ludmiła Kalinczyk |
| 8 stycznia 2011                | Sprint (7,5 km)                | Ann Kristin Flatland                                                          | Magdalena Neuner                                                            | Andrea Henkel                                                                           |
| 9 stycznia 2011                | Bieg masowy (12,5 km)          | Helena Ekholm                                                                 | Andrea Henkel                                                               | Swietłana Slepcowa                                                                      |

| Ruhpolding, 12,01,2011 – 16,01,2011 | Ruhpolding, 12,01,2011 – 16,01,2011 | Ruhpolding, 12,01,2011 – 16,01,2011 | Ruhpolding, 12,01,2011 – 16,01,2011 | Ruhpolding, 12,01,2011 – 16,01,2011 |
| Data                                | Konkurencja                         | miejsce                             | miejsce                             | miejsce                             |
| ----------------------------------- | ----------------------------------- | ----------------------------------- | ----------------------------------- | ----------------------------------- |
| 13 stycznia 2011                    | Bieg indywidualny (15 km)           | Olga Zajcewa                        | Andrea Henkel                       | Helena Ekholm                       |
| 16 stycznia 2011                    | Sprint (7,5 km)                     | Tora Berger                         | Andrea Henkel                       | Magdalena Neuner                    |
| 16 stycznia 2011                    | Bieg pościgowy (10 km)              | Tora Berger                         | Andrea Henkel                       | Kaisa Mäkäräinen                    |

| Anterselva, 20,01,2011 – 23,01,2011 | Anterselva, 20,01,2011 – 23,01,2011 | Anterselva, 20,01,2011 – 23,01,2011                                                | Anterselva, 20,01,2011 – 23,01,2011                                           | Anterselva, 20,01,2011 – 23,01,2011                                       |
| Data                                | Konkurencja                         | miejsce                                                                            | miejsce                                                                       | miejsce                                                                   |
| ----------------------------------- | ----------------------------------- | ---------------------------------------------------------------------------------- | ----------------------------------------------------------------------------- | ------------------------------------------------------------------------- |
| 21 stycznia 2011                    | Sprint (7,5 km)                     | Tora Berger                                                                        | Anastasija Kuźmina                                                            | Olga Zajcewa                                                              |
| 22 stycznia 2011                    | Sztafeta (4 × 6 km)                 | Rosja Swietłana Slepcowa · Anna Bogalij-Titowiec · Natalja Sorokina · Olga Zajcewa | Szwecja Jenny Jonsson · Anna Carin Zidek · Anna Maria Nilsson · Helena Ekholm | Niemcy Sabrina Buchholz · Kathrin Hitzer · Miriam Gössner · Andrea Henkel |
| 23 stycznia 2011                    | Bieg masowy (12,5 km)               | Tora Berger                                                                        | Marie-Laure Brunet                                                            | Darja Domraczewa                                                          |

| Presque Isle, 4,02,2011 – 6,02,2011 | Presque Isle, 4,02,2011 – 6,02,2011 | Presque Isle, 4,02,2011 – 6,02,2011 | Presque Isle, 4,02,2011 – 6,02,2011 | Presque Isle, 4,02,2011 – 6,02,2011 |
| Data                                | Konkurencja                         | miejsce                             | miejsce                             | miejsce                             |
| ----------------------------------- | ----------------------------------- | ----------------------------------- | ----------------------------------- | ----------------------------------- |
| 4 lutego 2011                       | Sprint (7,5 km)                     | Helena Ekholm                       | Tora Berger                         | Wałentyna Semerenko                 |
| 6 lutego 2011                       | Bieg pościgowy (10 km)              | Tora Berger                         | Marie Dorin                         | Darja Domraczewa                    |

| Fort Kent, 10,02,2011 – 13,02,2011 | Fort Kent, 10,02,2011 – 13,02,2011 | Fort Kent, 10,02,2011 – 13,02,2011 | Fort Kent, 10,02,2011 – 13,02,2011 | Fort Kent, 10,02,2011 – 13,02,2011 |
| Data                               | Konkurencja                        | miejsce                            | miejsce                            | miejsce                            |
| ---------------------------------- | ---------------------------------- | ---------------------------------- | ---------------------------------- | ---------------------------------- |
| 11 lutego 2011                     | Sprint (7,5 km)                    | Andrea Henkel                      | Miriam Gössner                     | Magdalena Neuner                   |
| 12 lutego 2011                     | Bieg pościgowy (10 km)             | Andrea Henkel                      | Magdalena Neuner                   | Marie Dorin                        |
| 13 lutego 2011                     | Bieg masowy (12,5 km)              | Magdalena Neuner                   | Andrea Henkel                      | Darja Domraczewa                   |

| Chanty-Mansyjsk, 3,03,2011 – 13,03,2011 | Chanty-Mansyjsk, 3,03,2011 – 13,03,2011 | Chanty-Mansyjsk, 3,03,2011 – 13,03,2011                                  | Chanty-Mansyjsk, 3,03,2011 – 13,03,2011                                             | Chanty-Mansyjsk, 3,03,2011 – 13,03,2011                                   |
| Data                                    | Konkurencja                             | miejsce                                                                  | miejsce                                                                             | miejsce                                                                   |
| --------------------------------------- | --------------------------------------- | ------------------------------------------------------------------------ | ----------------------------------------------------------------------------------- | ------------------------------------------------------------------------- |
| 5 marca 2011                            | Sprint (7,5 km)                         | Magdalena Neuner                                                         | Kaisa Mäkäräinen                                                                    | Anastasija Kuźmina                                                        |
| 6 marca 2011                            | Bieg pościgowy (10 km)                  | Kaisa Mäkäräinen                                                         | Magdalena Neuner                                                                    | Helena Ekholm                                                             |
| 9 marca 2011                            | Bieg indywidualny (15 km)               | Helena Ekholm                                                            | Tina Bachmann                                                                       | Wita Semerenko                                                            |
| 12 marca 2011                           | Bieg masowy (12,5 km)                   | Magdalena Neuner                                                         | Darja Domraczewa                                                                    | Tora Berger                                                               |
| 13 marca 2011                           | Sztafeta (4 × 6 km)                     | Niemcy Andrea Henkel · Miriam Gössner · Tina Bachmann · Magdalena Neuner | Ukraina Wałentyna Semerenko · Wita Semerenko · Ołena Pidhruszna · Oksana Chwostenko | Francja Anaïs Bescond · Marie-Laure Brunet · Sophie Boilley · Marie Dorin |

| Oslo/Holmenkollen, 17,03,2011 – 20,03,2011 | Oslo/Holmenkollen, 17,03,2011 – 20,03,2011 | Oslo/Holmenkollen, 17,03,2011 – 20,03,2011 | Oslo/Holmenkollen, 17,03,2011 – 20,03,2011 | Oslo/Holmenkollen, 17,03,2011 – 20,03,2011 |
| Data                                       | Konkurencja                                | miejsce                                    | miejsce                                    | miejsce                                    |
| ------------------------------------------ | ------------------------------------------ | ------------------------------------------ | ------------------------------------------ | ------------------------------------------ |
| 17 marca 2011                              | Sprint (7,5 km)                            | Magdalena Neuner                           | Tora Berger                                | Darja Domraczewa                           |
| 19 marca 2011                              | Bieg pościgowy (10 km)                     | Anastasija Kuźmina                         | Darja Domraczewa                           | Andrea Henkel                              |
| 20 marca 2011                              | Bieg masowy (12,5 km)                      | Darja Domraczewa                           | Anna Bogalij-Titowiec                      | Olga Zajcewa                               |

### Sztafety mieszane
| Pokljuka, 19,12,2011 | Pokljuka, 19,12,2011                   | Pokljuka, 19,12,2011                                                              | Pokljuka, 19,12,2011                                                        | Pokljuka, 19,12,2011                                                     |
| Data                 | Konkurencja                            | miejsce                                                                           | miejsce                                                                     | miejsce                                                                  |
| -------------------- | -------------------------------------- | --------------------------------------------------------------------------------- | --------------------------------------------------------------------------- | ------------------------------------------------------------------------ |
| 19 grudnia 2011      | Sztafeta mieszana (2 × 6 + 2 × 7,5 km) | Szwecja Helena Ekholm · Anna Carin Zidek · Fredrik Lindström · Carl Johan Bergman | Ukraina Ołena Pidhruszna · Wita Semerenko · Serhij Semenow · Serhij Sedniew | Francja Marie-Laure Brunet · Marie Dorin · Vincent Jay · Martin Fourcade |

| Presque Isle, 5,02,2011 | Presque Isle, 5,02,2011                | Presque Isle, 5,02,2011                                                 | Presque Isle, 5,02,2011                                                 | Presque Isle, 5,02,2011                                                      |
| Data                    | Konkurencja                            | miejsce                                                                 | miejsce                                                                 | miejsce                                                                      |
| ----------------------- | -------------------------------------- | ----------------------------------------------------------------------- | ----------------------------------------------------------------------- | ---------------------------------------------------------------------------- |
| 5 lutego 2011           | Sztafeta mieszana (2 × 6 + 2 × 7,5 km) | Niemcy Kathrin Hitzer · Magdalena Neuner · Alexander Wolf · Daniel Böhm | Francja Marie-Laure Brunet · Sophie Boilley · Vincent Jay · Alexis Bœuf | Rosja Swietłana Slepcowa · Natalja Sorokina · Iwan Czeriezow · Maksim Czudow |

| Chanty-Mansyjsk, 3,03,2011 | Chanty-Mansyjsk, 3,03,2011             | Chanty-Mansyjsk, 3,03,2011                                                     | Chanty-Mansyjsk, 3,03,2011                                             | Chanty-Mansyjsk, 3,03,2011                                               |
| Data                       | Konkurencja                            | miejsce                                                                        | miejsce                                                                | miejsce                                                                  |
| -------------------------- | -------------------------------------- | ------------------------------------------------------------------------------ | ---------------------------------------------------------------------- | ------------------------------------------------------------------------ |
| 3 marca 2011               | Sztafeta mieszana (2 × 6 + 2 × 7,5 km) | Norwegia Tora Berger · Ann Kristin Flatland · Ole Einar Bjørndalen · Tarjei Bø | Niemcy Andrea Henkel · Magdalena Neuner · Arnd Peiffer · Michael Greis | Francja Marie-Laure Brunet · Marie Dorin · Alexis Bœuf · Martin Fourcade |

## Klasyfikacje

### Kobiety
| Miejsce | Zawodniczka        | Punkty |
| ------- | ------------------ | ------ |
| 1       | Kaisa Mäkäräinen   | 1005   |
| 2       | Andrea Henkel      | 972    |
| 3       | Helena Ekholm      | 971    |
| 4       | Tora Berger        | 963    |
| 5       | Magdalena Neuner   | 952    |
| 6       | Darja Domraczewa   | 862    |
| 7       | Marie Dorin        | 726    |
| 8       | Teja Gregorin      | 722    |
| 9       | Anastasija Kuźmina | 708    |
| 10      | Anna Carin Zidek   | 703    |

| Miejsce | Zawodniczka          | Punkty |
| ------- | -------------------- | ------ |
| 11      | Wałentyna Semerenko  | 687    |
| 12      | Olga Zajcewa         | 642    |
| 13      | Marie-Laure Brunet   | 617    |
| 14      | Miriam Gössner       | 593    |
| 15      | Wita Semerenko       | 566    |
| 16      | Ann Kristin Flatland | 549    |
| 17      | Jekatierina Jurłowa  | 544    |
| 18      | Swietłana Slepcowa   | 516    |
| 19      | Tina Bachmann        | 505    |
| 20      | Kathrin Hitzer       | 505    |

| Miejsce | Zawodniczka         | Punkty |
| ------- | ------------------- | ------ |
| 1       | Helena Ekholm       | 173    |
| 2       | Wałentyna Semerenko | 159    |
| 3       | Olga Zajcewa        | 138    |
| 4       | Tora Berger         | 133    |
| 5       | Marie-Laure Brunet  | 132    |
| 6       | Kaisa Mäkäräinen    | 131    |
| 7       | Wita Semerenko      | 128    |
| 8       | Andrea Henkel       | 115    |
| 9       | Anna Carin Zidek    | 112    |
| 10      | Marie Dorin         | 110    |

| Miejsce | Zawodniczka        | Punkty |
| ------- | ------------------ | ------ |
| 1       | Magdalena Neuner   | 404    |
| 2       | Kaisa Mäkäräinen   | 391    |
| 3       | Tora Berger        | 356    |
| 4       | Andrea Henkel      | 349    |
| 5       | Anastasija Kuźmina | 328    |
| 6       | Helena Ekholm      | 324    |
| 7       | Darja Domraczewa   | 323    |
| 8       | Teja Gregorin      | 297    |
| 9       | Miriam Gössner     | 266    |
| 10      | Marie Dorin        | 265    |

| Miejsce | Zawodniczka        | Punkty |
| ------- | ------------------ | ------ |
| 1       | Kaisa Mäkäräinen   | 343    |
| 2       | Andrea Henkel      | 303    |
| 3       | Helena Ekholm      | 279    |
| 4       | Tora Berger        | 268    |
| 5       | Darja Domraczewa   | 252    |
| 6       | Magdalena Neuner   | 221    |
| 7       | Marie Dorin        | 211    |
| 8       | Anna Carin Zidek   | 208    |
| 9       | Miriam Gössner     | 206    |
| 10      | Anastasija Kuźmina | 195    |

| Miejsce | Zawodniczka        | Punkty |
| ------- | ------------------ | ------ |
| 1       | Darja Domraczewa   | 236    |
| 2       | Magdalena Neuner   | 228    |
| 3       | Tora Berger        | 206    |
| 4       | Andrea Henkel      | 205    |
| 5       | Helena Ekholm      | 195    |
| 6       | Marie-Laure Brunet | 157    |
| 7       | Teja Gregorin      | 152    |
| 8       | Kaisa Mäkäräinen   | 140    |
| 9       | Marie Dorin        | 140    |
| 10      | Swietłana Slepcowa | 137    |

| Miejsce | Reprezentacja | Punkty |
| ------- | ------------- | ------ |
| 1       | Niemcy        | 206    |
| 2       | Szwecja       | 188    |
| 3       | Ukraina       | 185    |
| 4       | Rosja         | 175    |
| 5       | Francja       | 171    |
| 6       | Białoruś      | 171    |
| 7       | Norwegia      | 158    |
| 8       | Włochy        | 144    |
| 9       | Polska        | 133    |
| 10      | Słowacja      | 124    |

| Miejsce | Reprezentacja | Punkty |
| ------- | ------------- | ------ |
| 1       | Niemcy        | 7236   |
| 2       | Rosja         | 6793   |
| 3       | Szwecja       | 6649   |
| 4       | Ukraina       | 6618   |
| 5       | Francja       | 6480   |
| 6       | Norwegia      | 6281   |
| 7       | Białoruś      | 6079   |
| 8       | Włochy        | 5197   |
| 9       | Polska        | 4660   |
| 10      | Słowacja      | 4279   |

### Mężczyźni
| Miejsce | Zawodnik             | Punkty |
| ------- | -------------------- | ------ |
| 1       | Tarjei Bø            | 1110   |
| 2       | Emil Hegle Svendsen  | 1105   |
| 3       | Martin Fourcade      | 990    |
| 4       | Arnd Peiffer         | 735    |
| 5       | Iwan Czeriezow       | 711    |
| 6       | Michael Greis        | 707    |
| 7       | Björn Ferry          | 607    |
| 8       | Christoph Sumann     | 594    |
| 9       | Michal Šlesingr      | 592    |
| 10      | Ole Einar Bjørndalen | 586    |

| Miejsce | Zawodnik           | Punkty |
| ------- | ------------------ | ------ |
| 11      | Simon Eder         | 582    |
| 12      | Lukas Hofer        | 570    |
| 13      | Carl Johan Bergman | 552    |
| 14      | Andreas Birnbacher | 549    |
| 15      | Jewgienij Ustiugow | 542    |
| 16      | Serhij Sedniew     | 470    |
| 17      | Lars Berger        | 440    |
| 18      | Alexis Bœuf        | 423    |
| 19      | Anton Szypulin     | 417    |
| 20      | Vincent Jay        | 397    |

| Miejsce | Zawodnik             | Punkty |
| ------- | -------------------- | ------ |
| 1       | Emil Hegle Svendsen  | 188    |
| 2       | Tarjei Bø            | 172    |
| 3       | Martin Fourcade      | 133    |
| 4       | Ole Einar Bjørndalen | 126    |
| 5       | Michael Greis        | 113    |
| 6       | Daniel Mesotitsch    | 109    |
| 7       | Vincent Jay          | 105    |
| 8       | Christoph Sumann     | 100    |
| 9       | Tomasz Sikora        | 98     |
| 10      | Andreas Birnbacher   | 93     |

| Miejsce | Zawodnik            | Punkty |
| ------- | ------------------- | ------ |
| 1       | Tarjei Bø           | 393    |
| 2       | Emil Hegle Svendsen | 369    |
| 3       | Arnd Peiffer        | 333    |
| 4       | Martin Fourcade     | 307    |
| 5       | Michael Greis       | 293    |
| 6       | Iwan Czeriezow      | 288    |
| 7       | Lukas Hofer         | 257    |
| 8       | Lars Berger         | 238    |
| 9       | Andreas Birnbacher  | 219    |
| 10      | Christoph Sumann    | 215    |

| Miejsce | Zawodnik            | Punkty |
| ------- | ------------------- | ------ |
| 1       | Tarjei Bø           | 334    |
| 2       | Martin Fourcade     | 320    |
| 3       | Emil Hegle Svendsen | 304    |
| 4       | Iwan Czeriezow      | 229    |
| 5       | Simon Eder          | 183    |
| 6       | Carl Johan Bergman  | 178    |
| 7       | Björn Ferry         | 177    |
| 8       | Arnd Peiffer        | 175    |
| 9       | Michal Šlesingr     | 175    |
| 10      | Michael Greis       | 172    |

| Miejsce | Zawodnik             | Punkty |
| ------- | -------------------- | ------ |
| 1       | Emil Hegle Svendsen  | 244    |
| 2       | Martin Fourcade      | 230    |
| 3       | Tarjei Bø            | 211    |
| 4       | Jewgienij Ustiugow   | 149    |
| 5       | Lukas Hofer          | 148    |
| 6       | Arnd Peiffer         | 143    |
| 7       | Ole Einar Bjørndalen | 142    |
| 8       | Iwan Czeriezow       | 140    |
| 9       | Christoph Sumann     | 138    |
| 10      | Björn Ferry          | 137    |

| Miejsce | Reprezentacja | Punkty |
| ------- | ------------- | ------ |
| 1       | Norwegia      | 216    |
| 2       | Niemcy        | 199    |
| 3       | Ukraina       | 163    |
| 4       | Włochy        | 161    |
| 5       | Austria       | 154    |
| 6       | Rosja         | 152    |
| 7       | Francja       | 151    |
| 8       | Szwecja       | 150    |
| 9       | Słowenia      | 137    |
| 10      | Czechy        | 121    |

| Miejsce | Reprezentacja | Punkty |
| ------- | ------------- | ------ |
| 1       | Norwegia      | 7428   |
| 2       | Niemcy        | 6990   |
| 3       | Rosja         | 6507   |
| 4       | Austria       | 6381   |
| 5       | Francja       | 6351   |
| 6       | Ukraina       | 6006   |
| 7       | Szwecja       | 5984   |
| 8       | Włochy        | 5829   |
| 9       | Czechy        | 5382   |
| 10      | Słowenia      | 5373   |

### Sztafety mieszane
| Klasyfikacja sztafet mieszanych |                   |        |
| \| Miejsce \| Reprezentacja \| Punkty \| \| ------- \| ----------------- \| ------ \| \| 1 \| Francja \| 150 \| \| 2 \| Niemcy \| 148 \| \| 3 \| Szwecja \| 141 \| \| 4 \| Rosja \| 129 \| \| 5 \| Włochy \| 121 \| \| 6 \| Norwegia \| 120 \| \| 7 \| Ukraina \| 118 \| \| 8 \| Słowenia \| 105 \| \| 9 \| Stany Zjednoczone \| 94 \| \| 10 \| Finlandia \| 91 \| |                   |        |
| Miejsce | Reprezentacja     | Punkty |
| 1 | Francja           | 150    |
| 2 | Niemcy            | 148    |
| 3 | Szwecja           | 141    |
| 4 | Rosja             | 129    |
| 5 | Włochy            | 121    |
| 6 | Norwegia          | 120    |
| 7 | Ukraina           | 118    |
| 8 | Słowenia          | 105    |
| 9 | Stany Zjednoczone | 94     |
| 10 | Finlandia         | 91     |

## Wyniki Polaków

### Indywidualnie
| Zawodnik     | IN | SP | PU  | SP | PU | IN | SP | SP | MS | IN | SP | PU | SP | MS | SP | PU | SP  | PU | MS | SP | PU | IN | MS | SP | PU | MS |
| G. Bril      | –  | –  | –   | –  | –  | –  | –  | –  | –  | –  | –  | –  | –  | –  | –  | –  | –   | –  | –  | 98 | q  | 52 | q  | –  | –  | –  |
| M. Kobus     | 75 | –  | –   | 87 | q  | 90 | 54 | –  | q  | –  | –  | –  | –  | q  | –  | –  | –   | –  | –  | 97 | q  | 66 | q  | –  | –  | –  |
| K. Pływaczyk | –  | 95 | q   | –  | –  | –  | 81 | 92 | q  | 60 | 72 | q  | 79 | q  | 72 | q  | DNF | q  | q  | 84 | q  | 68 | q  | –  | –  | –  |
| T. Sikora    | 5  | 30 | DNS | 32 | 17 | 8  | 21 | –  | –  | 17 | –  | –  | 50 | 17 | 18 | 17 | 42  | 13 | 2  | –  | –  | –  | –  | –  | –  | –  |
| Ł. Szczurek  | 37 | 63 | q   | 58 | 60 | 67 | –  | 82 | q  | 33 | 83 | q  | 62 | q  | 55 | 46 | 54  | 52 | q  | 93 | q  | 72 | q  | –  | –  | –  |
| Ł. Witek     | –  | –  | –   | –  | –  | –  | –  | 94 | q  | –  | 85 | q  | –  | q  | –  | –  | –   | –  | –  | –  | –  | –  | –  | –  | –  | –  |

| Zawodniczka                                                             | IN | SP | PU | SP | PU | IN | SP  | SP | MS | IN | SP  | PU | SP | MS | SP | PU | SP | PU | MS | SP | PU | IN | MS | SP | PU | MS |
| P. Bobak                                                                | 14 | 43 | 51 | 65 | q  | 66 | 67  | 75 | q  | 52 | 55  | 53 | 80 | q  | –  | –  | –  | –  | –  | 76 | q  | 23 | q  | –  | –  | –  |
| A. Cyl                                                                  | 17 | 15 | 29 | 39 | 34 | 14 | 18  | 17 | 27 | 28 | DNS | q  | 45 | 18 | 6  | 11 | 32 | 14 | 11 | 13 | 27 | 22 | 19 | –  | –  | –  |
| M. Gwizdoń                                                              | 16 | 42 | 41 | 88 | q  | 61 | 54  | 41 | q  | 64 | 69  | q  | 71 | q  | –  | –  | –  | –  | –  | 32 | 32 | 74 | q  | –  | –  | –  |
| M. Hojnisz                                                              | 44 | 70 | q  | 33 | 41 | 22 | DNS | 63 | q  | –  | –   | –  | –  | q  | –  | –  | –  | –  | –  | 69 | q  | 60 | q  | –  | –  | –  |
| W. Nowakowska-Ziemniak                                                  | 41 | 33 | 28 | 74 | q  | 41 | 57  | –  | q  | 61 | –   | –  | 32 | q  | DS | –  | 25 | 37 | q  | –  | –  | –  | –  | –  | –  | –  |
| K. Pitoń                                                                | –  | –  | –  | –  | –  | –  | –   | –  | –  | 71 | 93  | q  | 79 | q  | –  | –  | –  | –  | –  | –  | –  | –  | –  | –  | –  | –  |
| Legenda                                                                 |    |    |    |    |    |    |     |    |    |    |     |    |    |    |    |    |    |    |    |    |    |    |    |    |    |    |
| SP – sprint IN – bieg indywidualny PU – bieg pościgowy MS – bieg masowy |    |    |    |    |    |    |     |    |    |    |     |    |    |    |    |    |    |    |    |    |    |    |    |    |    |    |

### Drużynowo
| Miejsce         | I zmiana        | I zmiana        | I zmiana        | II zmiana       | II zmiana       | II zmiana       | III zmiana          | III zmiana          | III zmiana          | IV zmiana           | IV zmiana           | IV zmiana           | Razem     | Razem      | Razem   |
| Miejsce         | czas            | strzelanie      | miejsce         | czas            | strzelanie      | miejsce         | czas                | strzelanie          | miejsce             | czas                | strzelanie          | miejsce             | czas      | strzelanie | miejsce |
| Hochfilzen      | Łukasz Szczurek | Łukasz Szczurek | Łukasz Szczurek | Tomasz Sikora   | Tomasz Sikora   | Tomasz Sikora   | Mirosław Kobus      | Mirosław Kobus      | Mirosław Kobus      | Krzysztof Pływaczyk | Krzysztof Pływaczyk | Krzysztof Pływaczyk | Polska    | Polska     | Polska  |
| Hochfilzen      | 25:01,3         | 0+1 0+3         | 19              | 22:20,7         | 0+0 0+0         | 3               | 24:47,1             | 1+3 0+1             | 23                  | 23:00,7             | 0+1 0+1             | 13                  | 1:35:09,8 | 1+5 0+5    | 12      |
| Oberhof         | Łukasz Szczurek | Łukasz Szczurek | Łukasz Szczurek | Tomasz Sikora   | Tomasz Sikora   | Tomasz Sikora   | Sebastian Witek     | Sebastian Witek     | Sebastian Witek     | Krzysztof Pływaczyk | Krzysztof Pływaczyk | Krzysztof Pływaczyk | Polska    | Polska     | Polska  |
| Oberhof         | 22:41,4         | 0+1 2+3         | 14              | 21:10,1         | 0+2 0+3         | 8               | 23:14,1             | 2+3 0+0             | 20                  | 21:37,1             | 0+1 0+1             | 8                   | 1:28:42,7 | 2+7 2+7    | 17      |
| Anterselva      | Łukasz Szczurek | Łukasz Szczurek | Łukasz Szczurek | Tomasz Sikora   | Tomasz Sikora   | Tomasz Sikora   | Krzysztof Pływaczyk | Krzysztof Pływaczyk | Krzysztof Pływaczyk | Łukasz Witek        | Łukasz Witek        | Łukasz Witek        | Polska    | Polska     | Polska  |
| Anterselva      | 19:21,5         | 0+1 0+1         | 18              | 18:14,6         | 0+1 0+0         | 12              | 18:50,9             | 0+0 0+1             | 15                  | 21:11,5             | 1+3 1+3             | 19                  | 1:17:38,5 | 1+5 1+5    | 19      |
| Chanty-Mansyjsk | Mirosław Kobus  | Mirosław Kobus  | Mirosław Kobus  | Łukasz Szczurek | Łukasz Szczurek | Łukasz Szczurek | Grzegorz Bril       | Grzegorz Bril       | Grzegorz Bril       | Krzysztof Pływaczyk | Krzysztof Pływaczyk | Krzysztof Pływaczyk | Polska    | Polska     | Polska  |
| Chanty-Mansyjsk | 24:04,9         | 0+0 0+2         | 25              | 20:29,2         | 0+0 0+1         | 22              | 20:13,9             | 0+0 0+2             | 16                  | 20:40,3             | 0+2 0+2             | 20                  | 1:22:28,3 | 0+2 0+7    | 21      |

| Miejsce         | I zmiana      | I zmiana      | I zmiana      | II zmiana                    | II zmiana                    | II zmiana                    | III zmiana        | III zmiana        | III zmiana        | IV zmiana     | IV zmiana     | IV zmiana     | Razem     | Razem      | Razem   |
| Miejsce         | czas          | strzelanie    | miejsce       | czas                         | strzelanie                   | miejsce                      | czas              | strzelanie        | miejsce           | czas          | strzelanie    | miejsce       | czas      | strzelanie | miejsce |
| Hochfilzen      | Paulina Bobak | Paulina Bobak | Paulina Bobak | Weronika Nowakowska-Ziemniak | Weronika Nowakowska-Ziemniak | Weronika Nowakowska-Ziemniak | Magdalena Gwizdoń | Magdalena Gwizdoń | Magdalena Gwizdoń | Agnieszka Cyl | Agnieszka Cyl | Agnieszka Cyl | Polska    | Polska     | Polska  |
| Hochfilzen      | 21:26,8       | 0+0 0+2       | 13            | 19:47,7                      | 0+0 0+1                      | 10                           | 19:51,6           | 0+0 0+0           | 5                 | 19:12,8       | 0+0 0+0       | 8             | 1:20:18,9 | 0+0 0+3    | 8       |
| Oberhof         | Paulina Bobak | Paulina Bobak | Paulina Bobak | Magdalena Gwizdoń            | Magdalena Gwizdoń            | Magdalena Gwizdoń            | Monika Hojnisz    | Monika Hojnisz    | Monika Hojnisz    | Agnieszka Cyl | Agnieszka Cyl | Agnieszka Cyl | Polska    | Polska     | Polska  |
| Oberhof         | 21:33,2       | 0+1 1+3       | 15            | 19:42,0                      | 0+1 0+0                      | 7                            | 20:05,5           | 0+0 0+1           | 3                 | 20:04,5       | 0+1 0+3       | 6             | 1:21:25,2 | 0+3 1+7    | 7       |
| Anterselva      | Agnieszka Cyl | Agnieszka Cyl | Agnieszka Cyl | Weronika Nowakowska-Ziemniak | Weronika Nowakowska-Ziemniak | Weronika Nowakowska-Ziemniak | Magdalena Gwizdoń | Magdalena Gwizdoń | Magdalena Gwizdoń | Paulina Bobak | Paulina Bobak | Paulina Bobak | Polska    | Polska     | Polska  |
| Anterselva      | 18:17,8       | 0+2 0+2       | 5             | 18:38,8                      | 0+1 0+2                      | 8                            | 19:39,0           | 0+3 0+6           | 10                | 18:43,9       | 0+2 0+2       | 10            | 1:15:13,5 | 0+8 0+12   | 9       |
| Chanty-Mansyjsk | Paulina Bobak | Paulina Bobak | Paulina Bobak | Magdalena Gwizdoń            | Magdalena Gwizdoń            | Magdalena Gwizdoń            | Monika Hojnisz    | Monika Hojnisz    | Monika Hojnisz    | Agnieszka Cyl | Agnieszka Cyl | Agnieszka Cyl | Polska    | Polska     | Polska  |
| Chanty-Mansyjsk | 20:11,0       | 0+1 0+0       | 15            | 19:33,9                      | 0+2 0+1                      | 11                           | 19:56,5           | 0+1 0+2           | 10                | 18:45,2       | 0+2 0+2       | 9             | 1:18:26,6 | 0+4 0+5    | 10      |

| Miejsce         | I zmiana      | I zmiana      | I zmiana      | II zmiana                    | II zmiana                    | II zmiana                    | III zmiana          | III zmiana          | III zmiana          | IV zmiana           | IV zmiana           | IV zmiana           | Razem     | Razem      | Razem   |
| Miejsce         | czas          | strzelanie    | miejsce       | czas                         | strzelanie                   | miejsce                      | czas                | strzelanie          | miejsce             | czas                | strzelanie          | miejsce             | czas      | strzelanie | miejsce |
| Pokljuka        | Agnieszka Cyl | Agnieszka Cyl | Agnieszka Cyl | Magdalena Gwizdoń            | Magdalena Gwizdoń            | Magdalena Gwizdoń            | Łukasz Szczurek     | Łukasz Szczurek     | Łukasz Szczurek     | Krzysztof Pływaczyk | Krzysztof Pływaczyk | Krzysztof Pływaczyk | Polska    | Polska     | Polska  |
| Pokljuka        | 20:20,1       | 0+0 1+3       | 12            | 21:59,5                      | 3+3 0+2                      | 19                           | 21:17,4             | 0+1 0+1             | 20                  | LAP                 | 0+1 0+1             | LPD                 | LAP       | 3+4 1+7    | LPD     |
| Presque Isle    | Agnieszka Cyl | Agnieszka Cyl | Agnieszka Cyl | Weronika Nowakowska-Ziemniak | Weronika Nowakowska-Ziemniak | Weronika Nowakowska-Ziemniak | Tomasz Sikora       | Tomasz Sikora       | Tomasz Sikora       | Łukasz Szczurek     | Łukasz Szczurek     | Łukasz Szczurek     | Polska    | Polska     | Polska  |
| Presque Isle    | 18:50,6       | 0+3 0+1       | 6             | 19:07,8                      | 0+0 0+2                      | 9                            | 18:58,0             | 0+1 0+3             | 7                   | 19:47,4             | 0+2 1+3             | 12                  | 1:16:43,8 | 0+6 1+9    | 8       |
| Chanty-Mansyjsk | Agnieszka Cyl | Agnieszka Cyl | Agnieszka Cyl | Magdalena Gwizdoń            | Magdalena Gwizdoń            | Magdalena Gwizdoń            | Krzysztof Pływaczyk | Krzysztof Pływaczyk | Krzysztof Pływaczyk | Mirosław Kobus      | Mirosław Kobus      | Mirosław Kobus      | Polska    | Polska     | Polska  |
| Chanty-Mansyjsk | 19:30,2       | 0+0 0+1       | 10            | 19:06,5                      | 0+1 0+2                      | 12                           | 21:52,3             | 1+3 0+0             | 23                  | 20:59,0             | 0+1 0+1             | 17                  | 1:21:27,9 | 1+5 0+3    | 17      |

## Statystyki

### Pierwsze zwycięstwo w zawodach Pucharu Świata
- Kaisa Mäkäräinen (FIN) – w jej szóstym sezonie startów, sprint w Östersund[90], pierwsze podium zanotowała podczas sprintu w Pokljuce w sezonie 2007/2008[91].
- Tarjei Bø (NOR) – w jego drugim sezonie startów, sprint w Hochfilzen[92], jest to zarazem jego pierwsze podium w Pucharze Świata[93].
- Ann Kristin Flatland (NOR) – w jej szóstym sezonie startów, sprint w Oberhofie[94], pierwsze podium zanotowała podczas sprintu w Oberhofie w sezonie 2009/2010[95]
- Anton Szypulin (RUS) – w jego trzecim sezonie startów, sprint w Anterselvie[96], jest to zarazem jego pierwsze podium w zawodach Pucharu Świata[97]
- Alexis Bœuf (FRA) – w jego czwartym sezonie startów, bieg pościgowy w Presque Isle[98], pierwsze podium zanotował podczas biegu indywidualnego w Anterselvie w sezonie 2009/2010[99].
- Andreas Birnbacher (GER) – w jego dziesiątym sezonie startów, sprint w Oslo[100], pierwsze podium zanotował podczas sprintu w Pokljuce w sezonie 2004/2005[101].

### Pierwsze podium w zawodach Pucharu Świata
- Miriam Gössner (GER) – w jej drugim sezonie startów, drugie miejsce w sprincie w Östersund[102].
- Tarjei Bø (NOR) – w jego drugim sezonie startów, pierwsze miejsce w sprincie w Hochfilzen[93].
- Benjamin Weger (CHE) – w jego drugim sezonie startów, drugie miejsce w biegu indywidualnym w Pokljuce[103]
- Anton Szypulin (RUS) – w jego trzecim sezonie startów, zwycięstwo w sprincie w Anterselvie[97]
- Lukas Hofer (ITA) – w jego trzecim sezonie startów, trzecie miejsce w biegu masowym podczas mistrzostw świata w Chanty-Mansyjsku[104].

### Zwycięzcy zawodów
- Emil Hegle Svendsen (NOR), 8 (24)
- Tora Berger (NOR), 6 (12)
- Magdalena Neuner (DEU), 5 (24)
- Tarjei Bø (NOR), 5 (5)
- Helena Ekholm (SWE), 4 (13)
- Martin Fourcade (FRA), 3 (6)
- Kaisa Mäkäräinen (FIN), 3 (3)
- Andrea Henkel (DEU), 2 (20)
- Björn Ferry (SWE), 2 (5)
- Arnd Peiffer (DEU), 2 (4)
- Anastasija Kuźmina (SVK), 2 (3)
- Ole Einar Bjørndalen (NOR), 1 (92)
- Anna Carin Zidek (SWE), 1 (12)
- Olga Zajcewa (RUS), 1 (9)
- Lars Berger (NOR), 1 (6)
- Daniel Mesotitsch (AUT), 1 (3)
- Darja Domraczewa (BLR), 1 (3)
- Ann Kristin Flatland (NOR), 1 (1)
- Anton Szypulin (RUS), 1 (1)
- Alexis Bœuf (FRA), 1 (1)
- Andreas Birnbacher (DEU), 1 (1)

### Pozycje na podium
| Państwo   | M/K       |    |    |    |
| --------- | --------- | -- | -- | -- |
| Norwegia  | razem     | 25 | 8  | 11 |
| Norwegia  | mężczyźni | 17 | 7  | 9  |
| Norwegia  | kobiety   | 7  | 1  | 2  |
| Norwegia  | mieszane  | 1  | 0  | 0  |
| Niemcy    | razem     | 15 | 15 | 8  |
| Niemcy    | mężczyźni | 5  | 2  | 3  |
| Niemcy    | kobiety   | 9  | 12 | 5  |
| Niemcy    | mieszane  | 1  | 1  | 0  |
| Szwecja   | razem     | 9  | 4  | 5  |
| Szwecja   | mężczyźni | 2  | 2  | 1  |
| Szwecja   | kobiety   | 6  | 2  | 4  |
| Szwecja   | mieszane  | 1  | 0  | 0  |
| Francja   | razem     | 4  | 11 | 10 |
| Francja   | mężczyźni | 4  | 6  | 5  |
| Francja   | kobiety   | 0  | 4  | 3  |
| Francja   | mieszane  | 0  | 1  | 2  |
| Rosja     | razem     | 3  | 6  | 10 |
| Rosja     | mężczyźni | 1  | 5  | 5  |
| Rosja     | kobiety   | 2  | 1  | 4  |
| Rosja     | mieszane  | 0  | 0  | 1  |
| Finlandia | razem     | 3  | 3  | 3  |
| Finlandia | mężczyźni | 0  | 0  | 0  |
| Finlandia | kobiety   | 3  | 3  | 3  |
| Finlandia | mieszane  | 0  | 0  | 0  |

| Państwo  | M/K       |   |   |   |
| -------- | --------- | - | - | - |
| Słowacja | razem     | 2 | 2 | 1 |
| Słowacja | mężczyźni | 0 | 0 | 0 |
| Słowacja | kobiety   | 2 | 2 | 1 |
| Słowacja | mieszane  | 0 | 0 | 0 |
| Białoruś | razem     | 1 | 3 | 7 |
| Białoruś | mężczyźni | 0 | 0 | 0 |
| Białoruś | kobiety   | 1 | 3 | 7 |
| Białoruś | mieszane  | 0 | 0 | 0 |
| Austria  | razem     | 1 | 2 | 2 |
| Austria  | mężczyźni | 1 | 2 | 2 |
| Austria  | kobiety   | 0 | 0 | 0 |
| Austria  | mieszane  | 0 | 0 | 0 |
| Ukraina  | razem     | 0 | 4 | 4 |
| Ukraina  | mężczyźni | 0 | 1 | 2 |
| Ukraina  | kobiety   | 0 | 2 | 2 |
| Ukraina  | mieszane  | 0 | 1 | 0 |
| Czechy   | razem     | 0 | 2 | 1 |
| Czechy   | mężczyźni | 0 | 2 | 1 |
| Czechy   | kobiety   | 0 | 0 | 0 |
| Czechy   | mieszane  | 0 | 0 | 0 |
| Włochy   | razem     | 0 | 1 | 1 |
| Włochy   | mężczyźni | 0 | 1 | 1 |
| Włochy   | kobiety   | 0 | 0 | 0 |
| Włochy   | mieszane  | 0 | 0 | 0 |

| Państwo    | M/K       |   |   |   |
| ---------- | --------- | - | - | - |
| Polska     | razem     | 0 | 1 | 0 |
| Polska     | mężczyźni | 0 | 1 | 0 |
| Polska     | kobiety   | 0 | 0 | 0 |
| Polska     | mieszane  | 0 | 0 | 0 |
| Szwajcaria | razem     | 0 | 1 | 0 |
| Szwajcaria | mężczyźni | 0 | 1 | 0 |
| Szwajcaria | kobiety   | 0 | 0 | 0 |
| Szwajcaria | mieszane  | 0 | 0 | 0 |
| Słowenia   | razem     | 0 | 0 | 1 |
| Słowenia   | mężczyźni | 0 | 0 | 1 |
| Słowenia   | kobiety   | 0 | 0 | 0 |
| Słowenia   | mieszane  | 0 | 0 | 0 |